# Рифовые рыбы

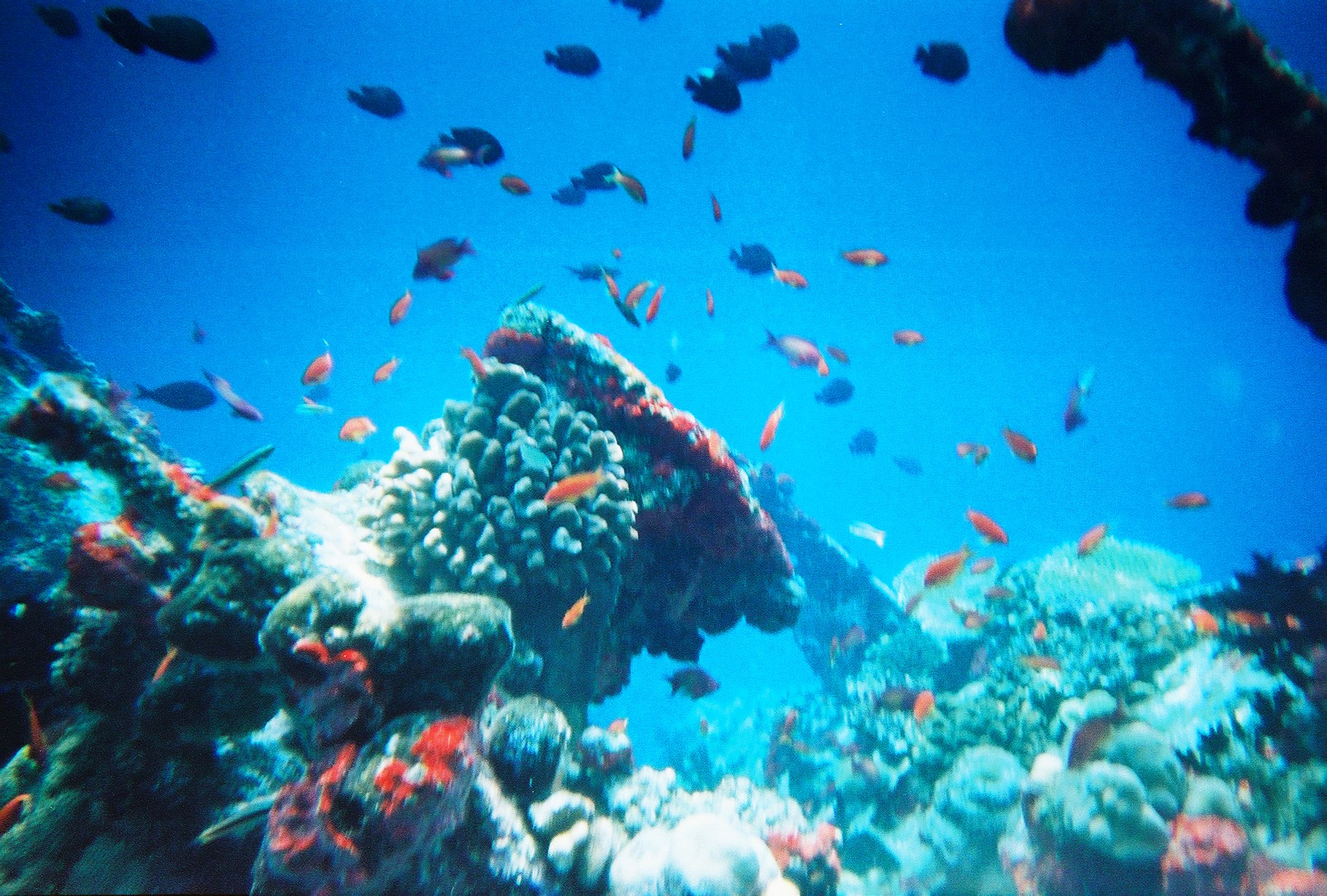
На коралловых рифах живут многочисленные и разнообразные рыбы

Рифовые рыбы — рыбы, которые живут или тесно связаны с коралловыми рифами. Коралловые рифы формируют комплекс экосистем, отличающихся громадным биоразнообразием. На небольшом по площади рифе могут обитать мириады организмов, в том числе несколько сотен видов рыб. Многие рифовые рыбы имеют камуфляж или хорошо прячутся, они хорошо приспособлены к условиям своей среды обитания.
Рифовые рыбы — экологическая категория, они относятся к разным семействам, но объединены общей средой обитания и зачастую имеют конвергентное морфологическое сходство, связанное со сходными условиями среды обитания и рационом.
Коралловые рифы занимают менее 1 % площади поверхности Мирового океана, однако на них живут 25 % из всех морских видов рыб. Обитатели рифов представляют резкий контраст с рыбами открытого океана, который составляет 99 % всей оставшейся среды обитания. Жизнь 6—8 тысяч из примерно 20 тысяч видов существующих ныне костистых рыб, связана с коралловыми рифами. Рифы населены представителями более 100 семейств. Плотность популяций коралловых рыб достигает 2 тонны на гектар.
Загрязнение окружающей среды, активный рыбный промысел и прочие антропогенные факторы оказывают разрушительное влияние на коралловые рифы и угрожают жизни их обитателей.

## Обзор

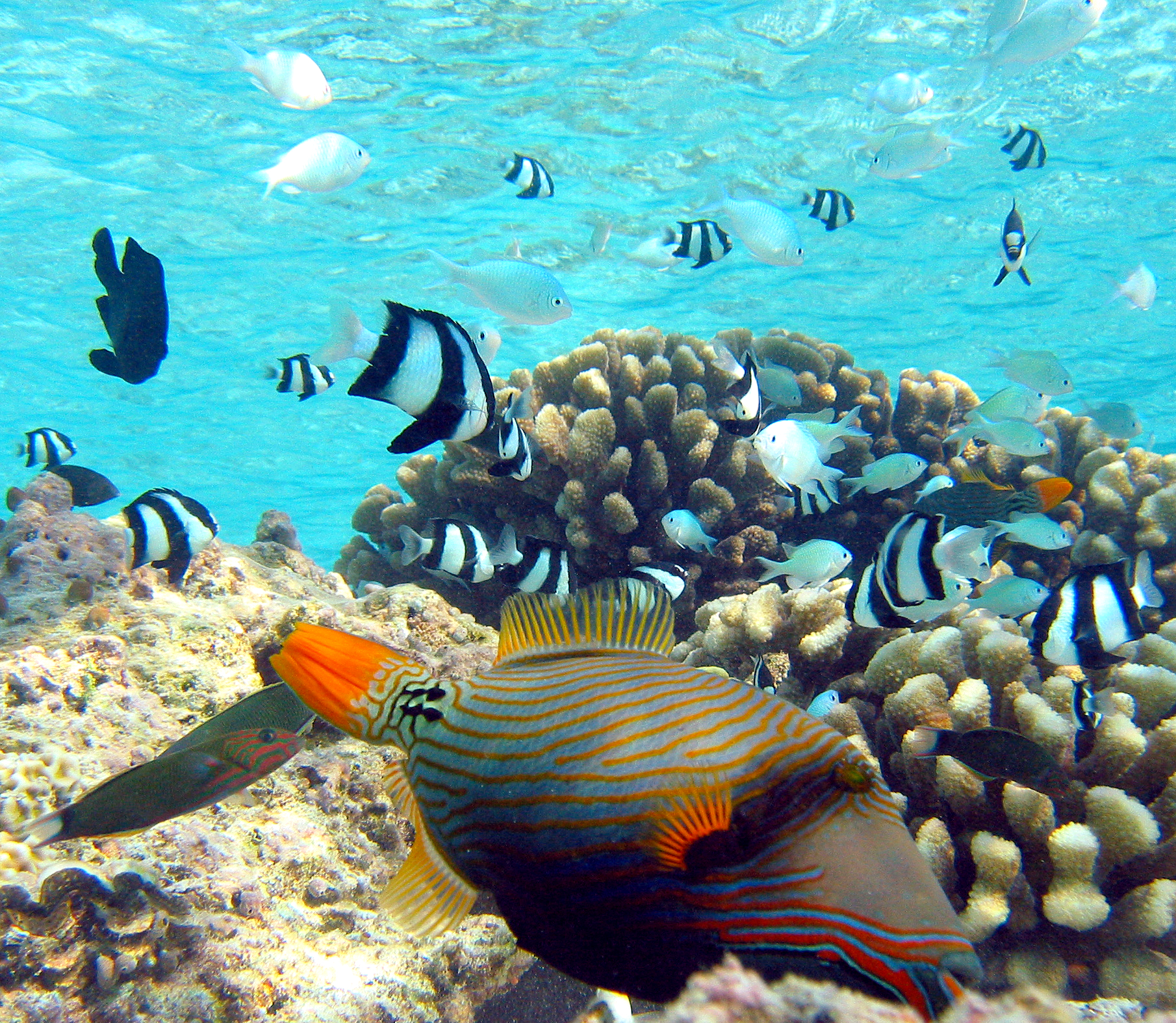
Стаи Зебровидных Дасциллов и Сине-зелёных Хромисов используют ветвистые кораллы как убежище.

Коралловые рифы являются результатом миллионов лет коэволюции водорослей, беспозвоночных и рыб. Они стали густонаселёнными и сложными экологическими системами, а обитающие на них рыбы разнообразными способами приспособились к окружающим условиям. Большинство рыб, обитающих на коралловых рифах, принадлежит к классу лучепёрых, с характерными костяными лучами и шипами в плавниках. Зачастую эти шипы соединяются с ядовитыми железами и способны запираться в вертикальном положении. Они обеспечивают прекрасную защиту. Кроме того, многие рифовые рыбы имеют маскирующую окраску.
У рифовых рыб также развились сложные модели адаптивного поведения. Мелкие виды прячутся в расщелинах или собираются в стаи и стада. У многих имеется ограниченный индивидуальный участок обитания, где известно каждое убежище, в которое можно мгновенно укрыться. Другие патрулируют по рифу стаями, но возвращаются в одно и то же место на отдых. Спинороги способны втиснуться в небольшой щель и расклиниться там вертикально поднятыми шипами.

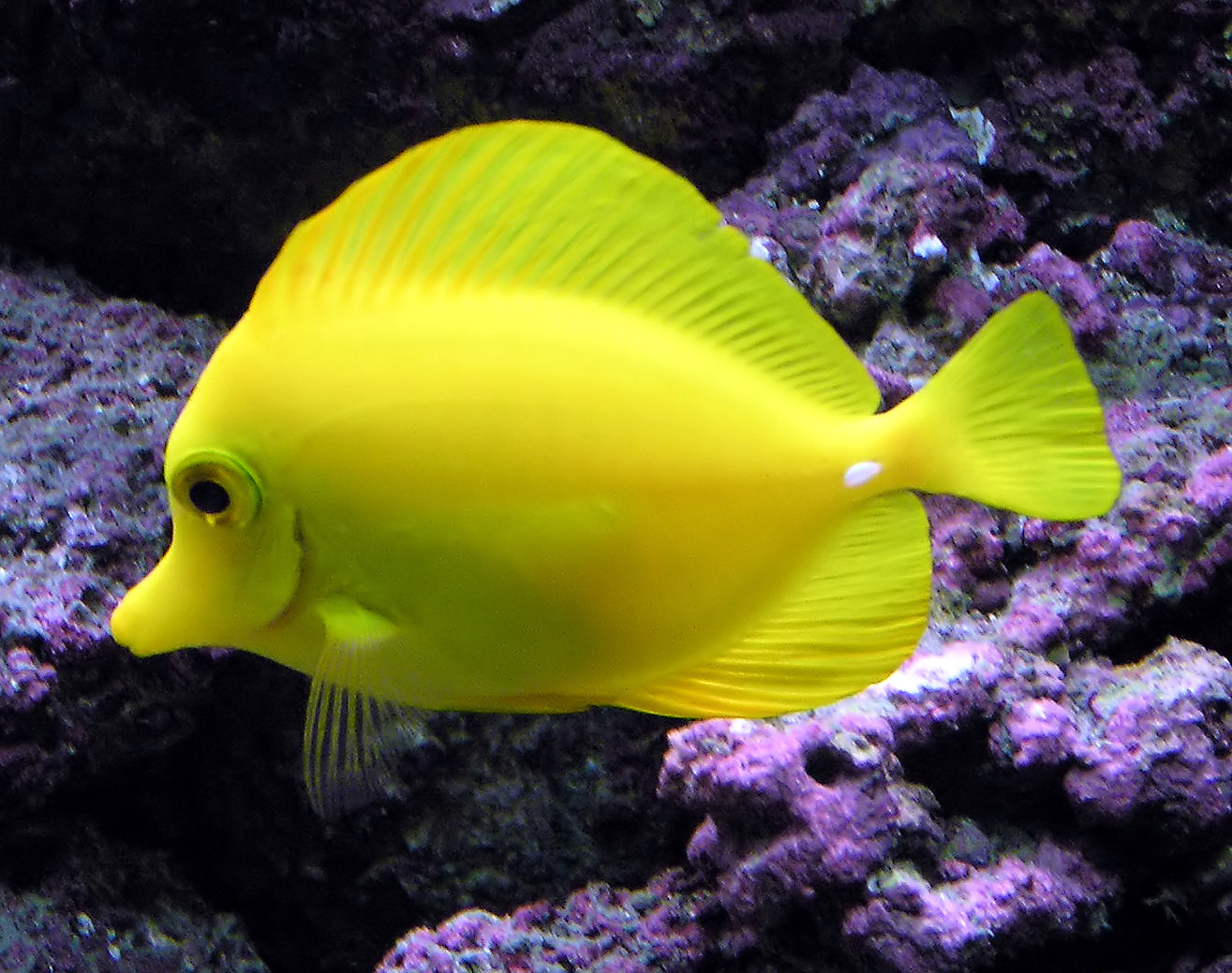
Зебрасомы не терпят на своей территории внешне схожих с собой рыб другого вида

Примером приспособляемости могут служить растительноядные зебрасомы Zebrasoma flavescens, питающиеся донными водорослями и, кроме того, выступающие в роли чистильщиков, объедая поросль с панцирей морских черепах. Они не переносят присутствия других рыб с похожей формой тела и окрашенных в жёлтый цвет. При появлении чужака они поднимают шипы на хвосте и прогоняют его быстрыми боковыми взмахами.

## Разнообразие и ареал

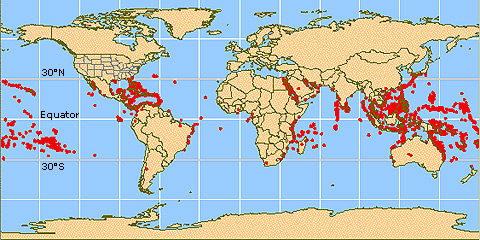
Коралловые рифы на карте мира

Коралловые рифы отличаются самым богатым биоразнообразием на Земле, в пределах экосистем коралловых рифов Мирового океана обитают 6000—8000 видов рыб. В течение последних 50 лет широко обсуждался механизм, который сформировал и поддерживает столь высокую концентрацию видов на коралловых рифах. Было предложено множество гипотез, но единого научного мнения по вопросу пока не принято. Вероятно, этому способствовал целый ряд факторов, включая богатую среду обитания, сложность и многообразие, присущие экосистемам коралловых рифов, широкий диапазон и временная доступность пищевых ресурсов, целый ряд условий для до- и постличиночной стадии развития и ещё не установленные взаимодействия между всеми ними.
Существует два основных района образования коралловых рифов: Индо-Тихоокеанская область, включая Красное море, и тропические воды западной Атлантики. Для каждой из этих зон характерна собственная уникальная фауна. Наиболее богатой с точки зрения биоразнообразия является Индо-Тихоокеанская область, где насчитывается 4000—5000 видов рифовых рыб, что составляет 18 % из всех существующих. В Карибской зоне встречаются 500—700 видов.
Хищники составляют 60—70 % рифовой ихтиофауны. К истинно рифовым высокоспециализированным рыбам можно отнести представителей около 500 видов. Из них около 100 видов щетинозубых, 80 видов рыб-попугаев, 70 видов помацентровых, 60 видов губановых, более 40 видов рыб-хирургов, примерно 30 видов апогоновых, сигановых, бычковых и каменных окуней, около 20 видов мурен и свыше 15 скорпен.
Кроме того на рифовых кораллах обитают многочисленные представители семейств собачковых, помадазиевых, кузовковых, иглобрюхих, спинороговых, рыб-солдатов, луциановых и летриновых

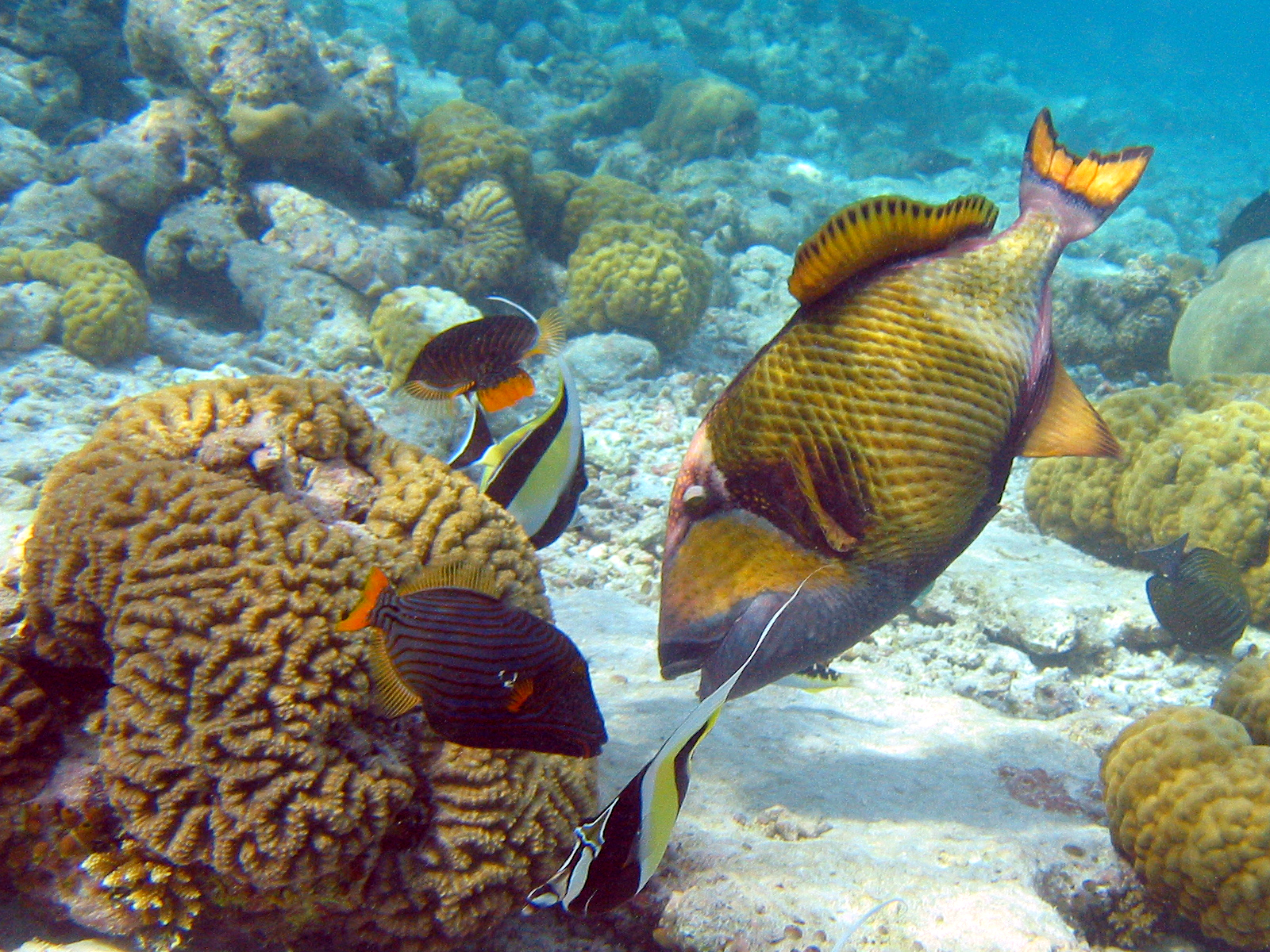
Спинорог струёй воды достаёт плоского морского ежа, зарывшегося в песок.
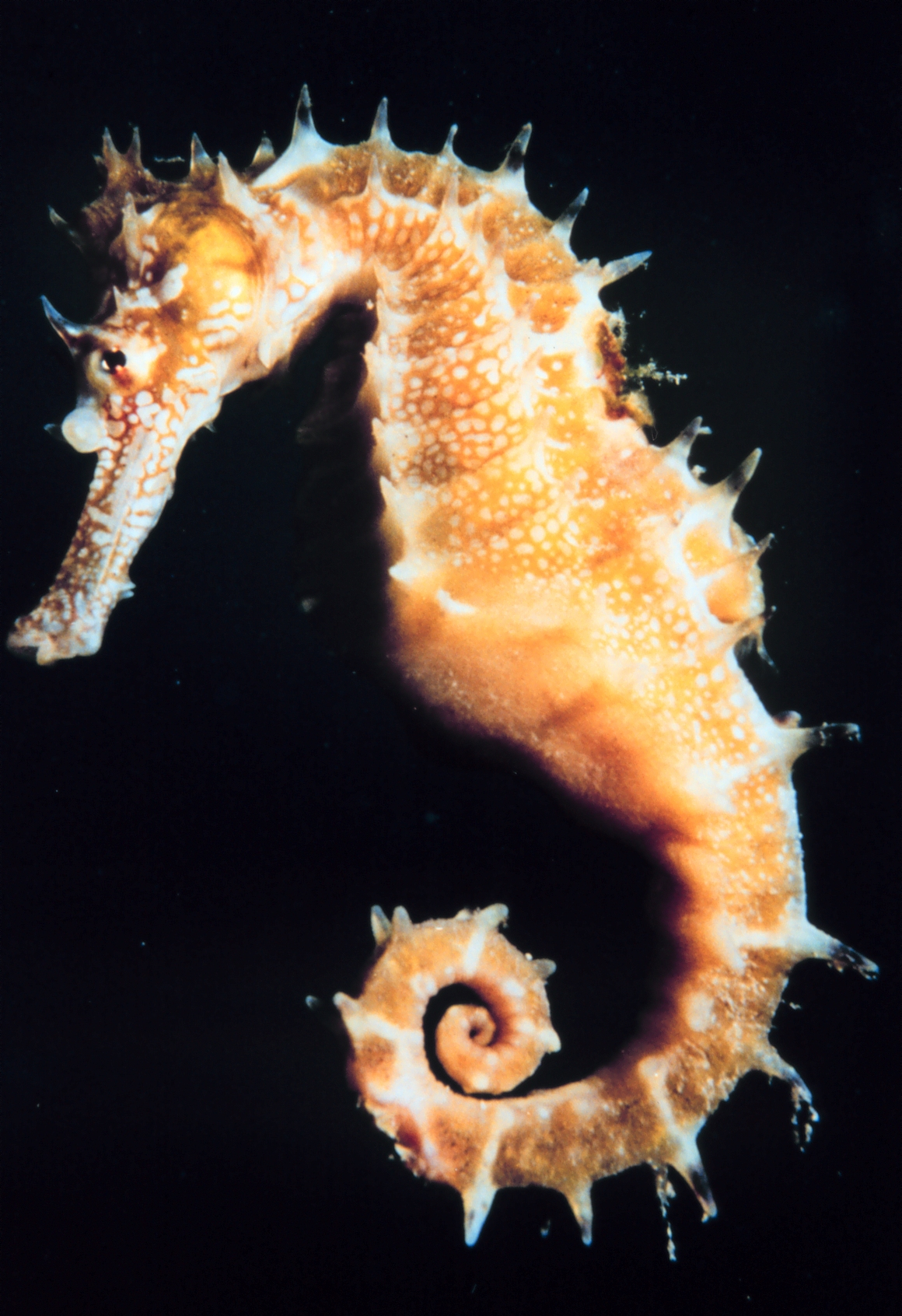
На рифах встречается самый медлительный из морских коньков Hippocampus zosterae, который плавает со скоростью 1 м/ч
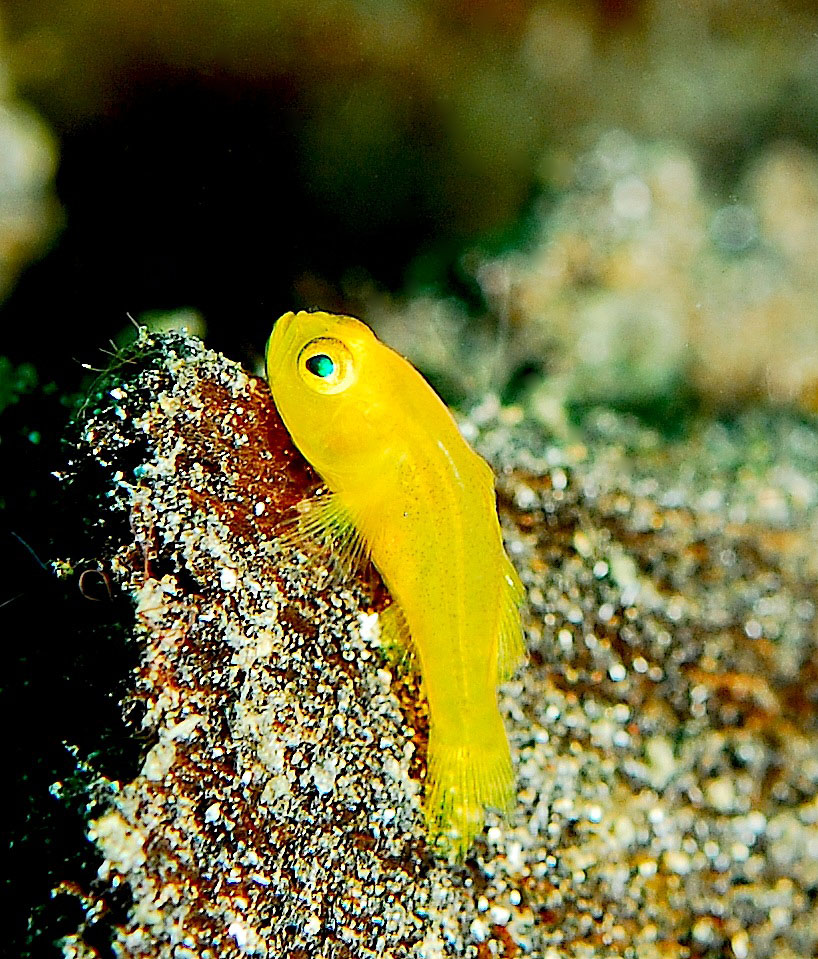
Мелкая коралловая рыбка Eviota sigillata живёт всего 60 дней
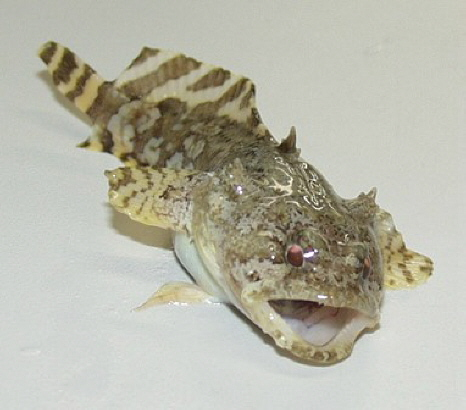
Ядовитая рыба-жаба — донный хищник и частый обитатель коралловых рифов[14][15].

## Адаптации рифовых рыб

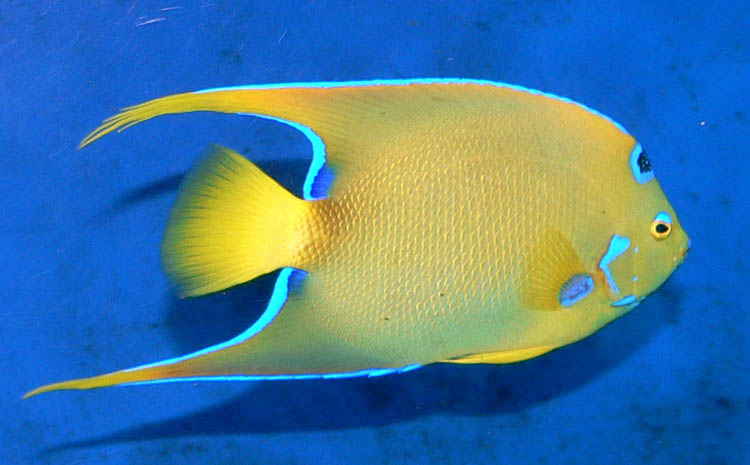
У многих рифовых рыб, подобных ангел-королеве, тело сжато с боков как блин, а брюшные и грудные плавники увеличивают манёвренность

### Форма тела
Большинство рифовых рыб по форме тела отличаются от пелагических. Последние приспособлены к жизни в открытой воде, их тела имеют обтекаемую веретенообразную или торпедовидную форму тела, минимизирующую трение и позволяющую развивать высокую скорость. Коралловые рыбы живут в относительно замкнутом пространстве, ведут оседлый образ жизни и приспособлены к сложным подводным ландшафтам рифов. Для них манёвренность важнее скорости на прямолинейном движении, их тела адаптированы, чтобы совершать стремительные броски и резко менять направление. С помощью таких движений им удаётся спасаться от хищников, прячась в расщелинах, либо стремительно ускользая вокруг коралловых возвышений.
У мелких и средних рыб-бабочек и рыб-ангелов высокое, сильно сжатое с боков тело и маленький конечный выдвижной рот. Их брюшные и грудные плавники имеют различное строение и вместе с уплощённым телом они оптимизируют манёвренность.

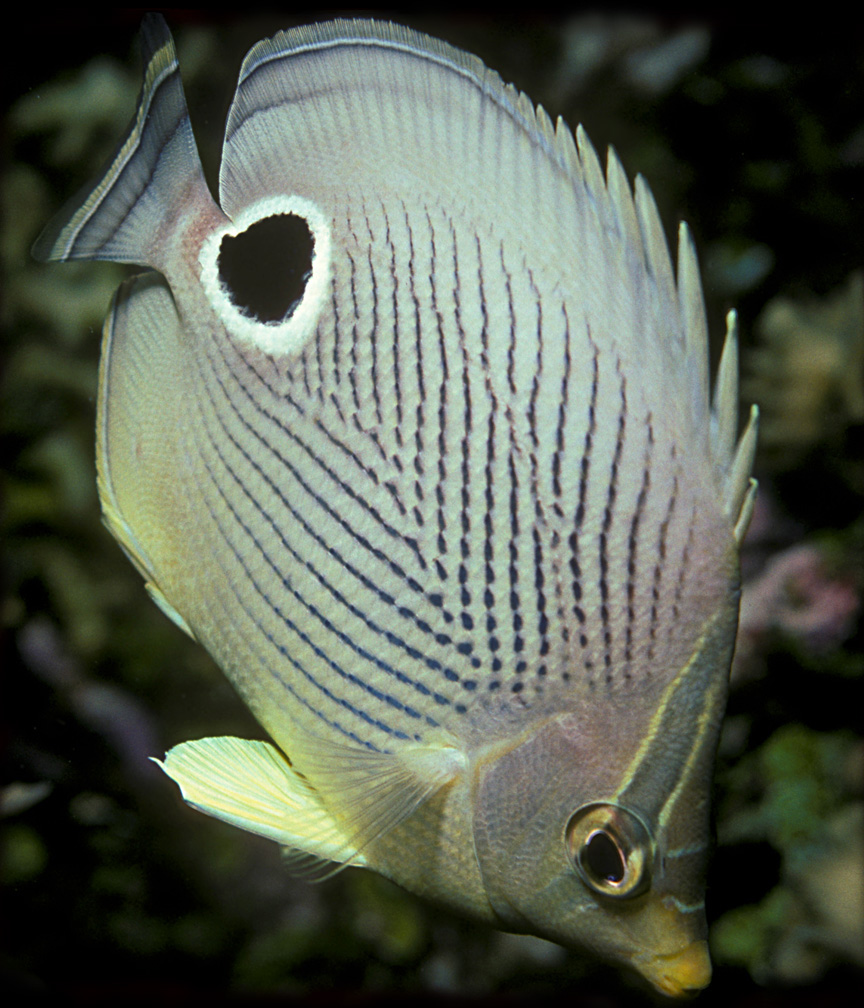
Маскирующая окраска четырёхглазой рыбы-бабочки

### Окраска
Для многих рифовых рыб характерна яркая и пёстрая окраска. Во многих случаях она служит камуфляжем. Некоторых рыб она визуально расчленяет на части. Широкие тёмные полосы чередуются со светлыми, а крупные отметины неправильной формы сильно искажают силуэт. Ряд ядовитых рыб имеет предупреждающую окраску, например, крылатка-зебра, которая в случае опасности разворачивается, демонстрируя расставленные красно-белые плавники. Окраска амфиприонов (чередующиеся красные или оранжевые и белые полосы) расчленяет их тело, превращая их в глазах хищников в скопление мелких красных пятен, кроме того, она играет важную роль в распознавании особей своего вида. Четырёхглазая рыба-бабочка получила свое название от большого тёмного пятна, расположенного на каждой стороне тела в задней части. Оно имеет ярко- белую окантовку, напоминающую глаз пятнистость. При этом настоящий глаз замаскирован чёрной вертикальной полосой. Рыба кажется больше, чем есть на самом деле, кроме того, хищник, атакующий в первую очередь голову, путает перед и хвост потенциальной жертвы. В случае опасности рыба-бабочка инстинктивно обращается в бегство, подставляя глазчатую заднюю часть тела. Если побег невозможен, рыба-бабочка разворачивается передом, опускает голову и поднимает колючки дыбом, стараясь запугать обидчика.

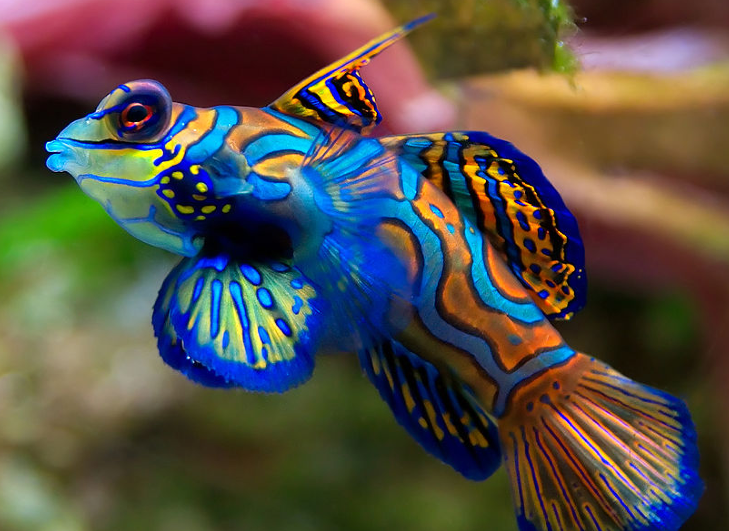
Мандаринка — одно из редких животных, окрашенных в синий цвет благодаря клеточной пигментации.

Пёструю мандаринку трудно различить на фоне кораллов. Эта мелкая рыбка достигает в длину всего 6 см. Она питается мелкими ракообразными и беспозвоночными и популярна у аквариумистов.

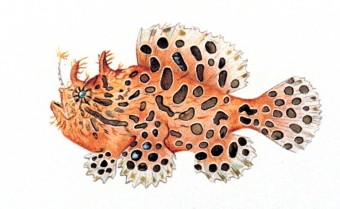
Таитийская бородавчатая рыба-клоун

Для рыб-бабочек и им подобных маскировка помогает спрятаться от хищников, в то время как некоторым хищникам, охотящимся из засады, она позволяет незаметно выслеживать добычу. Плоскоголовый скорпенопс (Scorpaenopsis oxycephala) выглядит как часть морского дна, покрытого водорослями и кораллами. Он неподвижно ожидает, пока рачок или мелкая рыбка, которыми он питается, не проплывут мимо. Таитийская бородавчатая рыба-клоун также лежит на дне и покачивает своим выростом-приманкой над ртом. Её длина не превышает 10 см, но она способна раздуваться подобно иглобрюхим.
Бычки спасаются от хищников, забираясь в расщелины или частично зарываясь в песок. Своими вращающимися независимо друг от друга глазами они непрерывно сканируют пространство в поисках хищников. Однако камуфляж плоскоголового скорпенопса способен их обмануть.

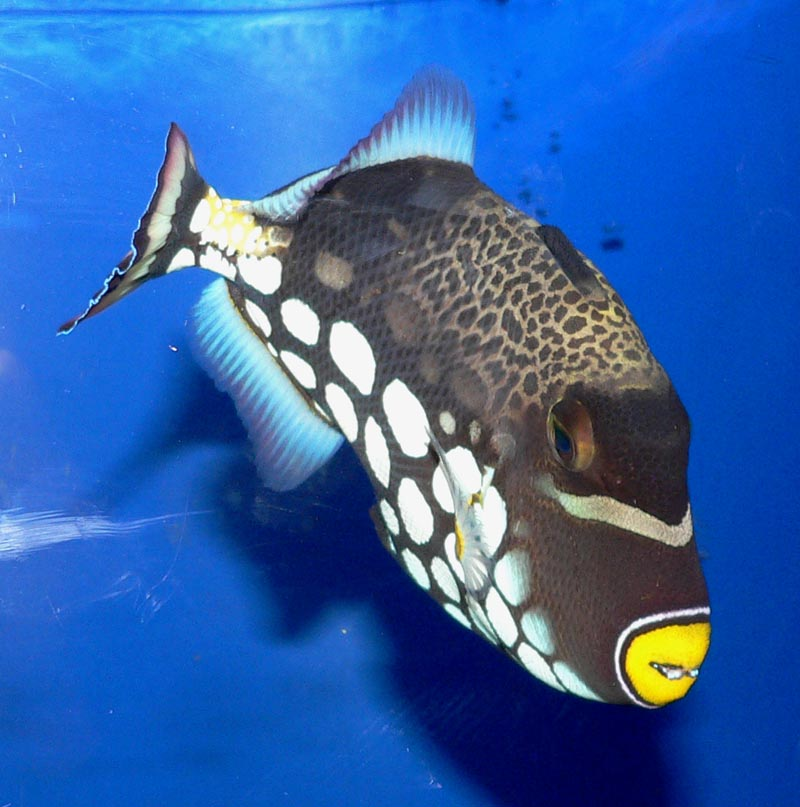
Крупнопятнистый спинорог

Мощными челюстями крупнопятнистый спинорог способен дробить панцири морских ежей, ракообразных и моллюсков. Его брюхо покрыто большими белыми пятнами на тёмном фоне, и спина — жёлтым сетчатым узором. Жёлтый хвост имеет чёрную и белую окантовку. Это разновидность контрастной окраски, при взгляде снизу белые пятна делают рыбу незаметной на фоне поверхности воды, а при взгляде сверху рыба сливается с рифом. Ярко окрашенный жёлтый рот может отпугнуть потенциальных хищников.
Многие рыбы меняют окраску на протяжении жизни. Молодые рыбы-попугаи обычно полосатые или однотонные, коричневатого или красного цвета, а взрослые окрашены в жёлтый, красный и сине-зелёный цвет.

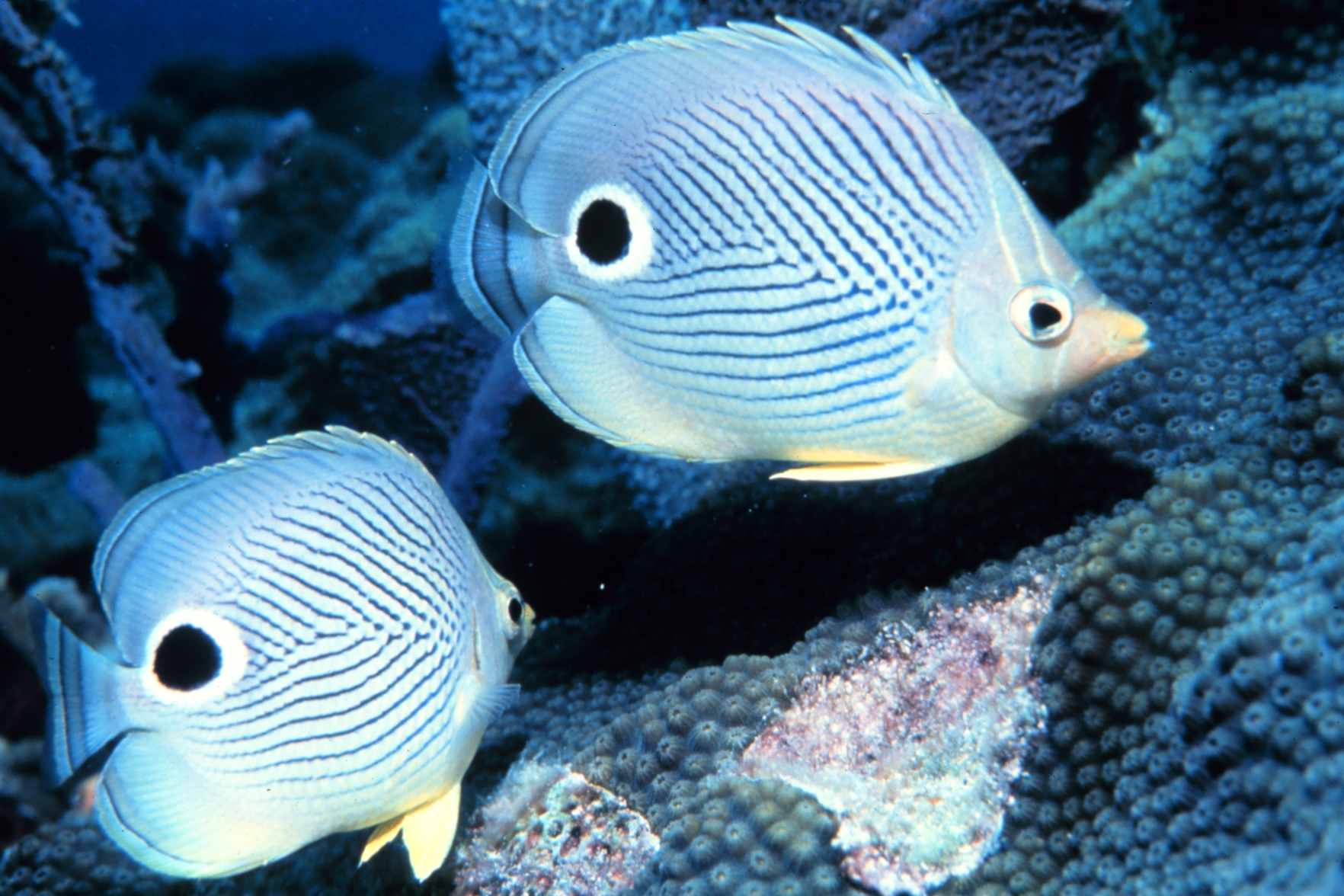
Фальшивые глазки на спине четырёхглазых рыб-бабочек вводят хищника в заблуждение.
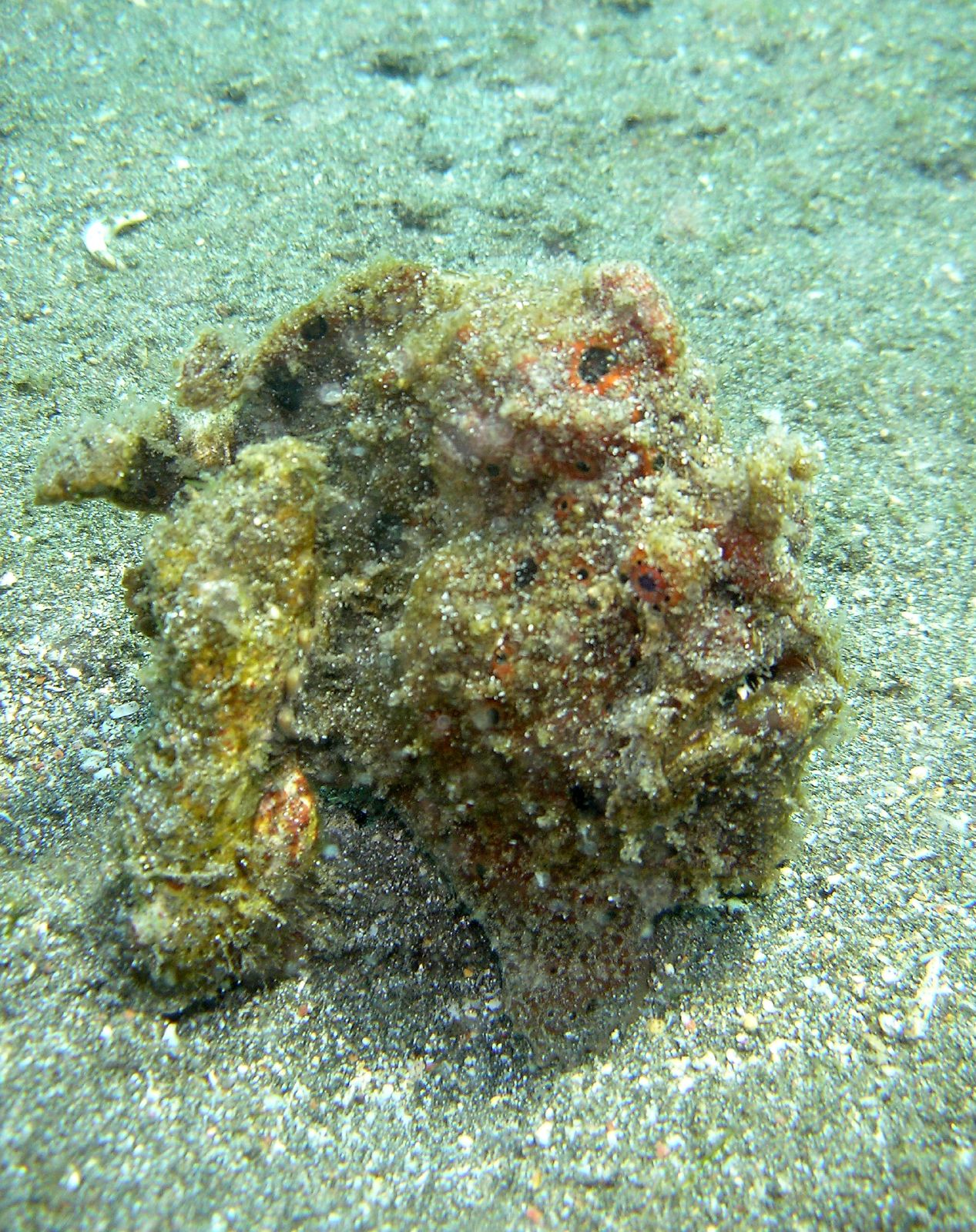
Бородавчатая рыба-клоун охотится из засады. Внешне она похожа на камень, покрытый водорослями
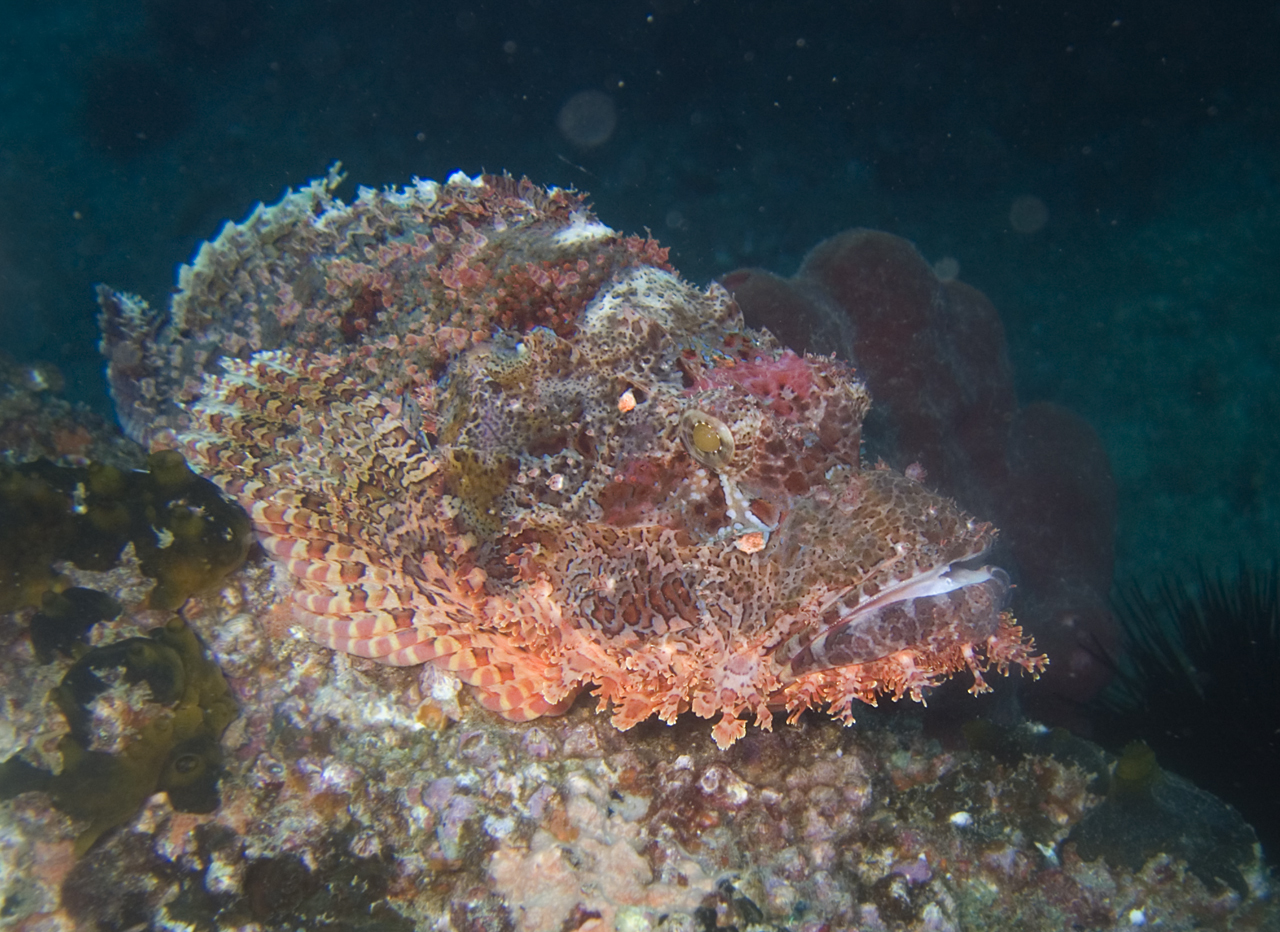
Другой хищник, плоскоголовый скорпенопс, тоже неразличим на фоне дна
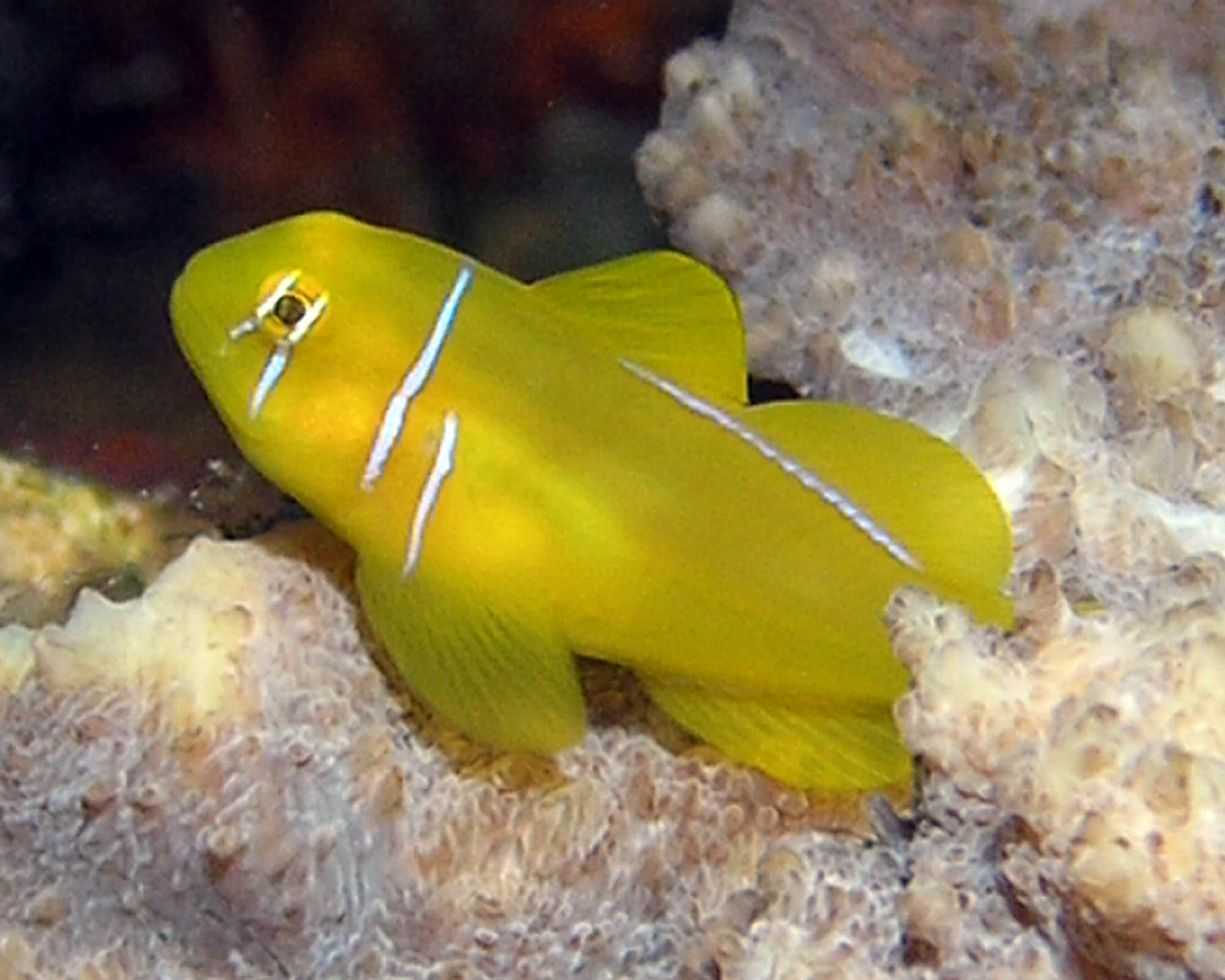
Бычки очень осторожны, но даже они могут проглядеть опасность

## Стратегия кормления
Многие обитатели приспособлены питаться определённым видом корма, что отражается на их челюстях и зубах. Рацион некоторых видов изменяется с возрастом. Например, первичным источником пищи рыб-бабочек являются коралловые полипы, а также полихеты и мелкие беспозвоночные. Рот этих рыб похож на выдвижной пинцет, а крошечные зубы способны ухватить мелкую добычу. Рыбы-попугаи обламывают веточки кораллов и едят водоросли, покрывающие поверхность кораллов, работая сросшимися зубами как клювом. Рацион других рыб, подобных луцианам, не столь специфичен, у них обычные челюсти и зубы, позволяющие питаться разнообразным кормом, включая мелких рыб и беспозвоночных.

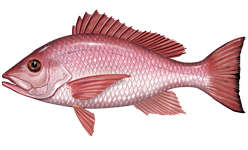
Строение рта кампечинского луциана позволяет ему питаться разнообразной пищей, этот универсальный хищник предпочитает мелких рачков и рыб

### Универсальные хищники
Хищники составляют 60—70 % рифовой ихтиофауны, видовое разнообразие плотояных богаче по сравнению с растительноядными рыбами. Между хищниками происходит жёсткая конкуренция за добычу, день и ночь они сидят в засаде либо активно патрулируют риф. Их рацион включает самую разнообразную добычу. У многих рот крупный и широко распахивающийся. Например, кашмирский луциан охотится на рыб, креветок, крабов, головоногих ротоногих и мелких рачков, а также питается водорослями. Состав пищи зависит от возраста, географического места обитания и превалирующей в нём добычи.
Барабульки неутомимо ощупывают дно выступающими с нижней челюсти усиками, обладающими хеморецепторами. Они ищут червей, рачков, моллюсков и прочих мелких беспозвоночных. Желтопёрые мелкозубые барабули часто образуют стаи с кашмирскими луцианами, при этом они меняют окраску, чтобы более походить на луцианов. Вероятно, это защитная тактика, поскольку на барабулей хищники охотятся чаще, чем на луцианов.
Ротовой аппарат групера приспособлен с силой всасывать добычу с током воды. Груперы питаются крупными ракообразными и рыбами и достигают длины 270 см. Известно, что мурены и груперы Plectropomus pessuliferus взаимодействуют друг с другом во время охоты.

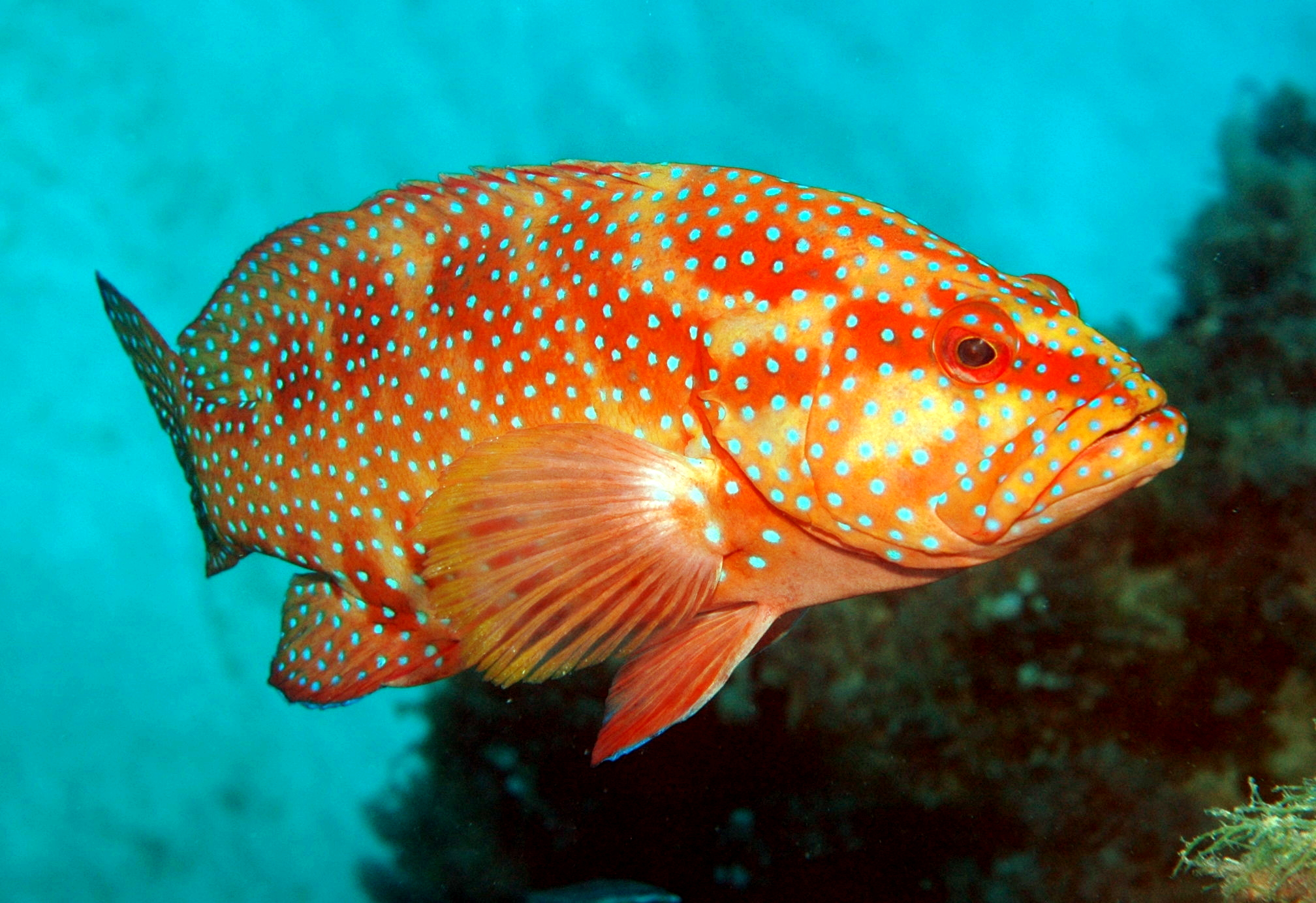
Взрослые коралловые лососи охотятся на разнообразных рифовых рыб, особенно помацентровых, тогда как молодь в основном питается креветками.
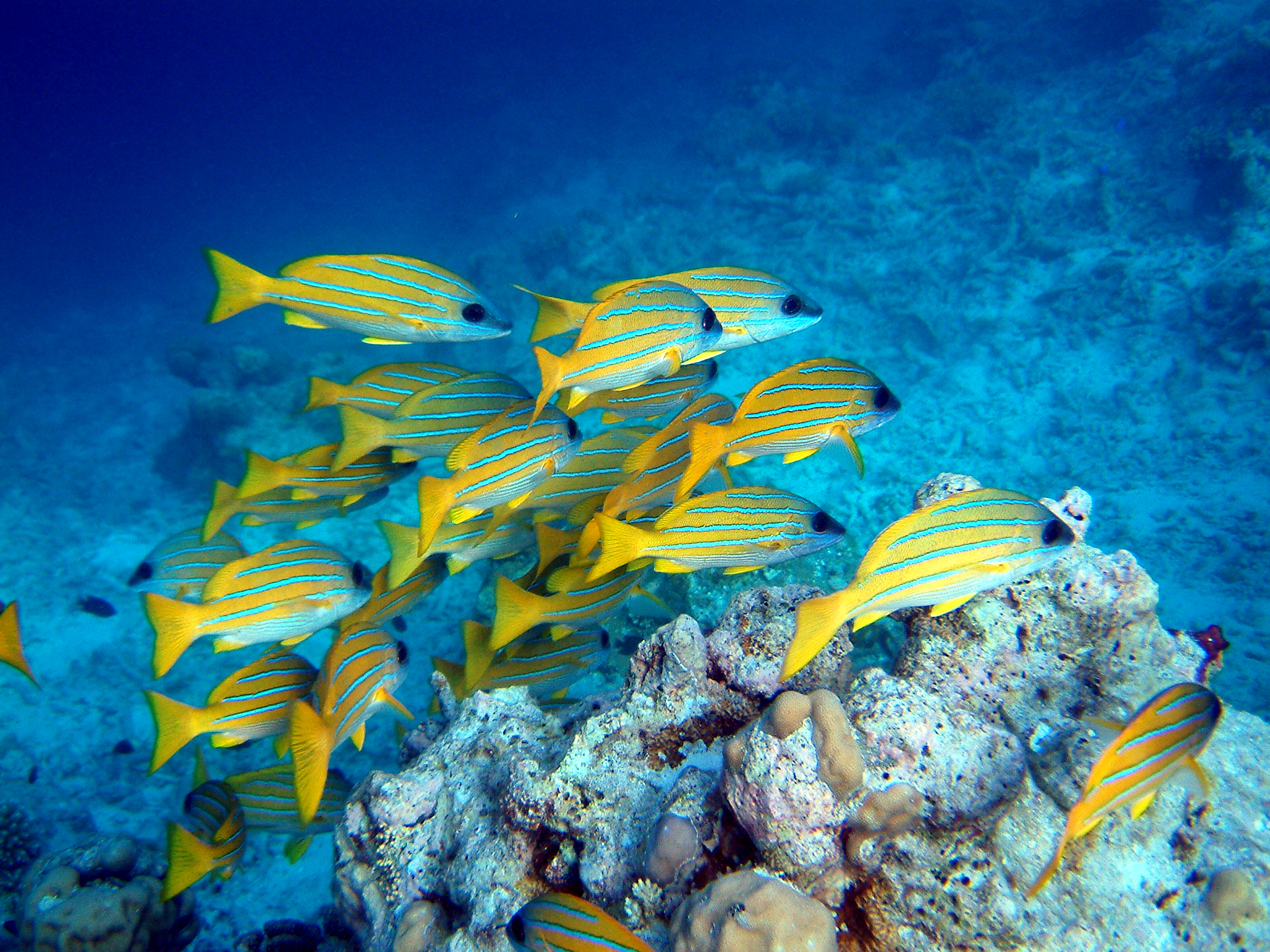
Кашмирский луциан практически всеяден.
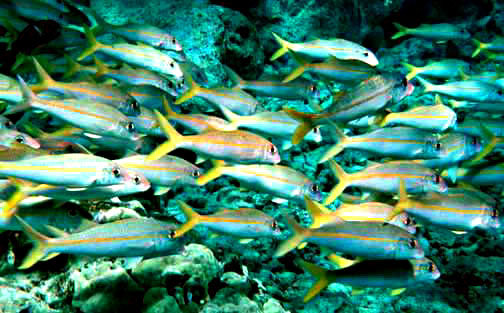
Желтопёрые мелкозубые барабули меняют окраску, образуя стаи с кашмирскими луцианами.
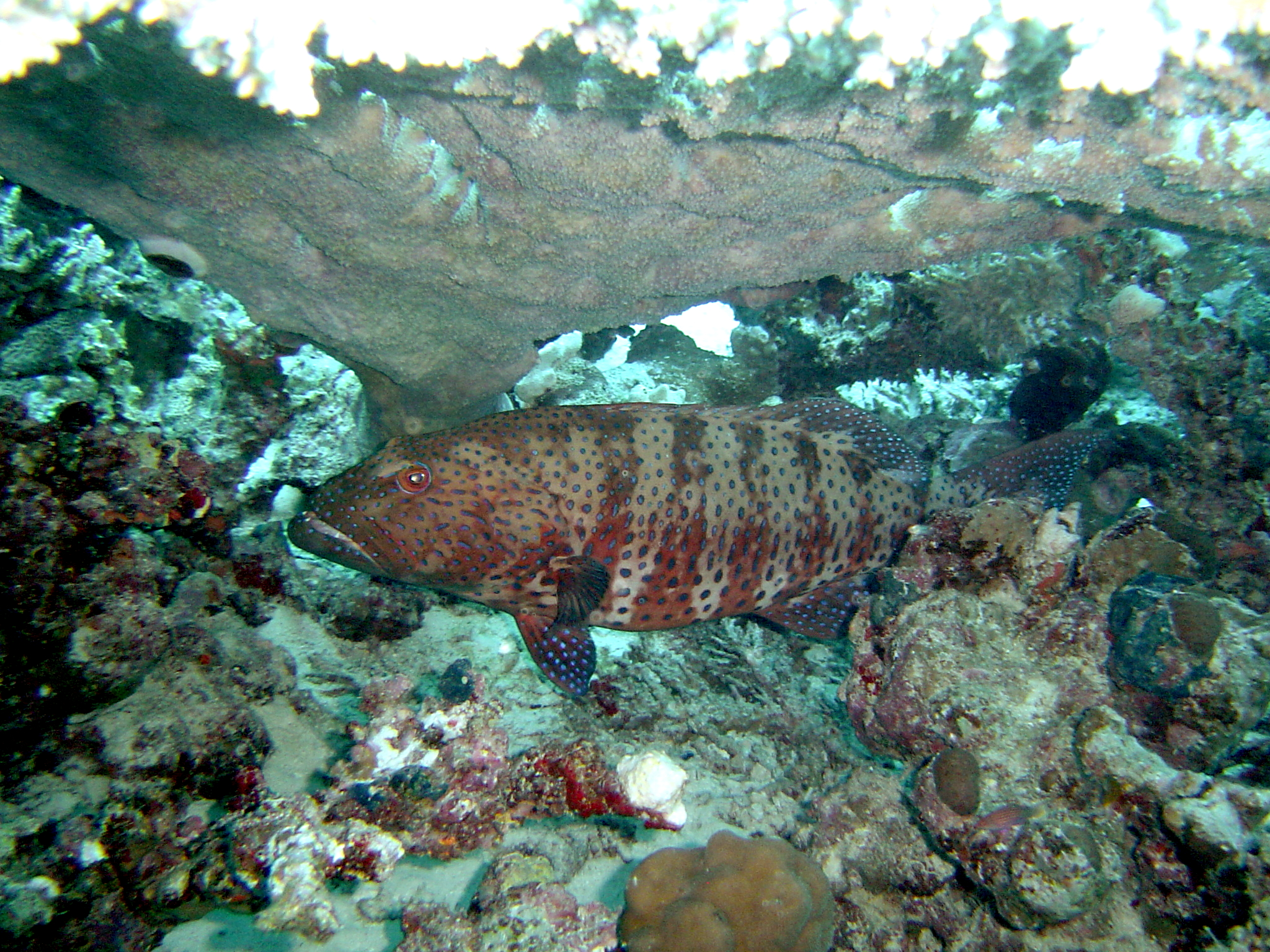
Коралловые груперы во время охоты иногда взаимодействуют с муренами.

### Специализированные хищники
Вокруг рифа плавают большие стаи кормовых рыб, таких как хирурги и кардиналы, кормящиеся планктоном. Они синхронизируют свои движения с помощью сигналов, поступающих от боковой линии. На них охотятся крупные хищники, подобные шестиполосым каранксам. Постоянное слаженное движение ярких стайных рыбок мешает охотиться.
Шестиполосые каранксы тоже собираются в косяки. Эти стремительные хищники патрулируют риф охотничьими стаями. Обнаружив скопление кормовых рыб, они окружают их и прижимают к рифу. Рыбки начинают паниковать, их движения становятся хаотичными и их легче поймать.

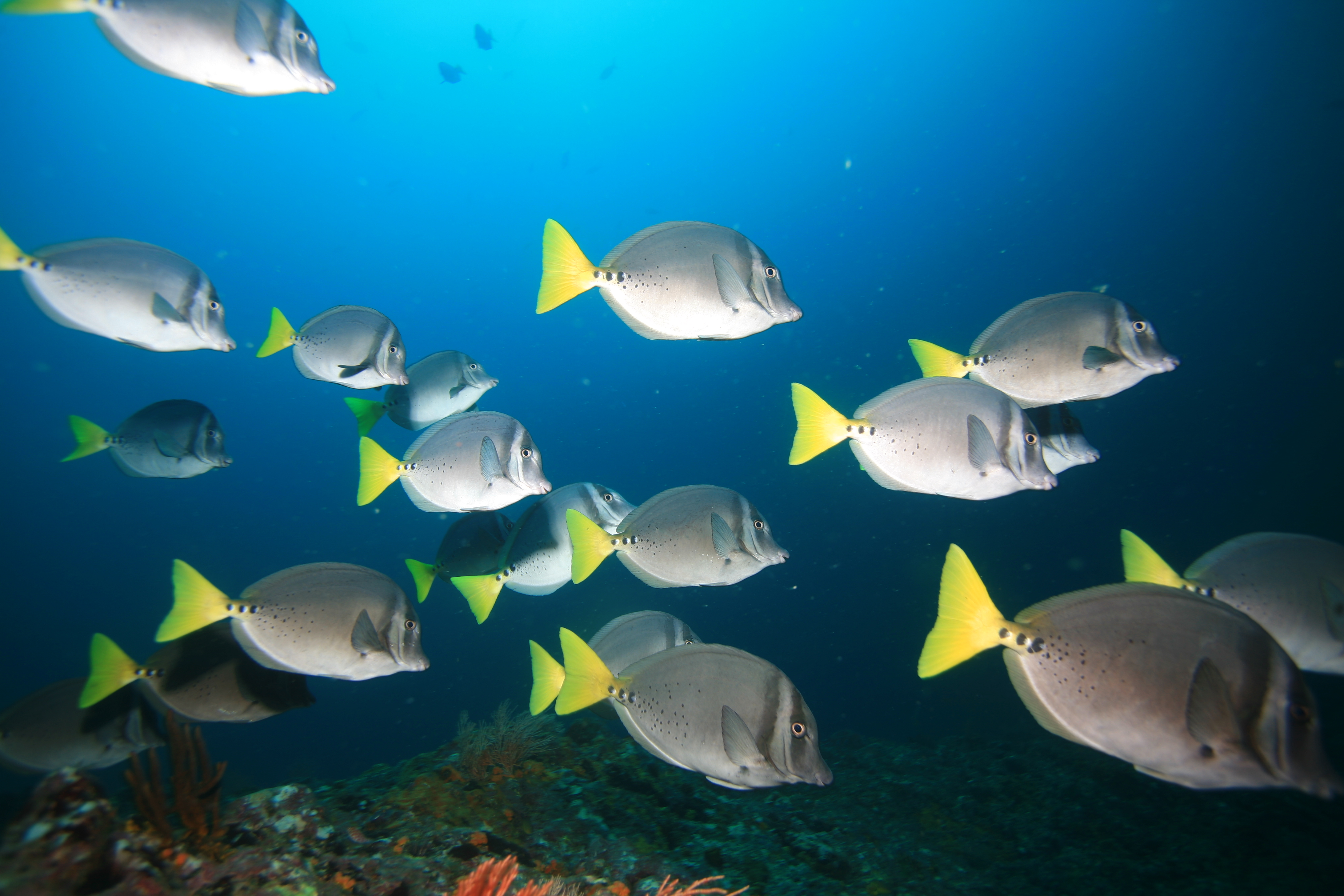
Многие мелкие рифовые рыбы получают выгоду от стайного образа жизни.
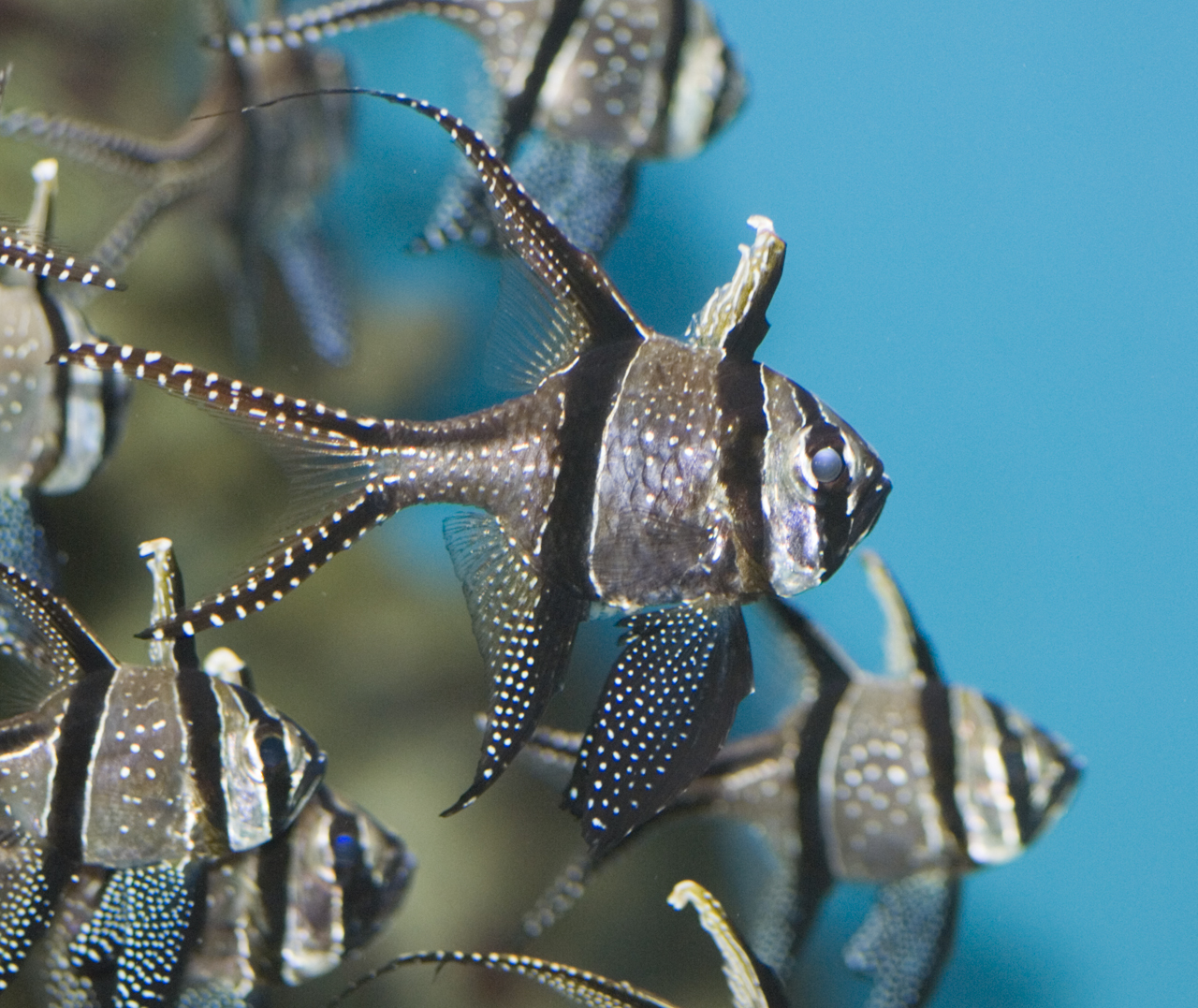
Кардиналы собираются в косяки для защиты от каранксов.
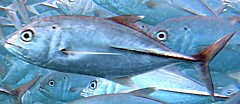
Шестиполосый каранкс охотится на кардиналов и прижимает их к рифу. В панике косяк рыбок рассыпается и их легко поймать.
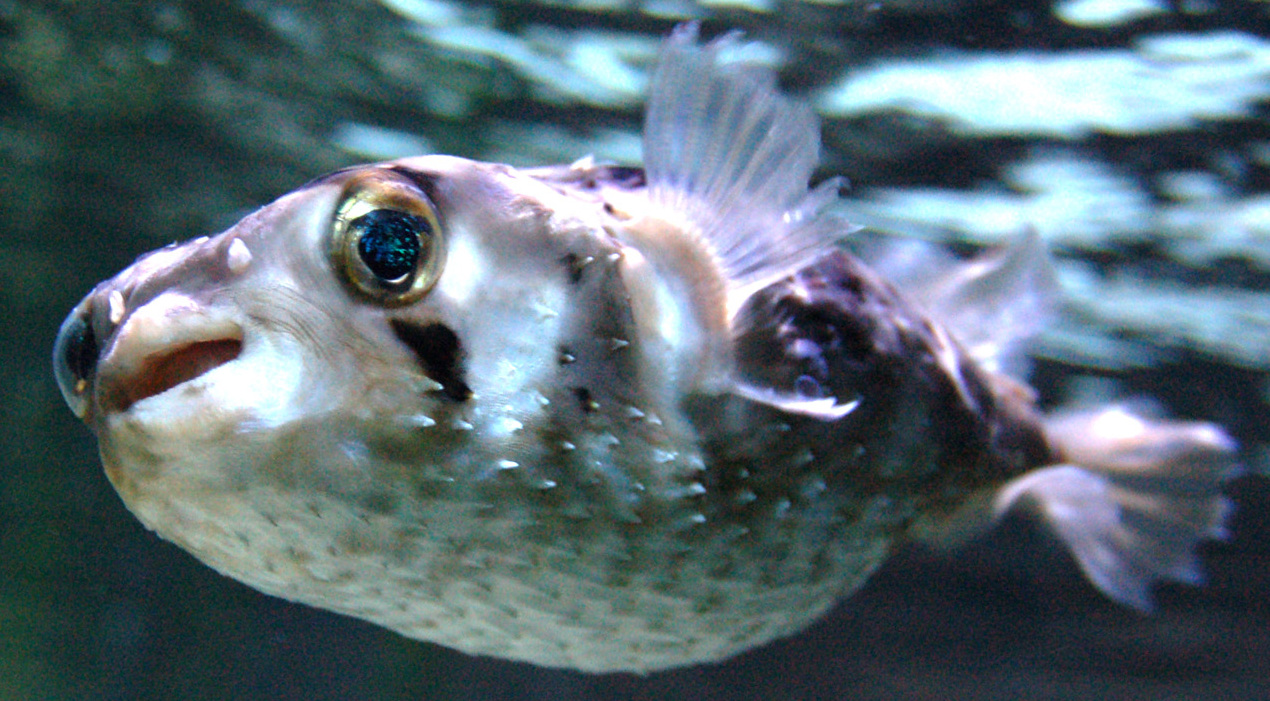
Ежи-рыбы надуваются, становясь добычей доступной лишь хищникам с большой пастью.

Кормясь, голубопёрый балистод способен сдвинуть с места крупные камни, его часто сопровождают мелкие рыбки, которые подбирают остатки пищи. С помощью мощной струи воды балистоды выкапывают из грунта плоских морских ежей.
Барракуда — свирепый хищник, своими острыми как бритва крупными зубами, она способна в клочья разорвать добычу. Барракаду собираются в стаи и патрулируют внешний край рифа, их торпедовидные тела позволяют им совершать стремительные броски.
Ежи-рыбы в нормальном состоянии имеют средний размер, раздуваясь они становятся неуязвимыми для большинства рифовых хищников.
Рыбы-чистильщики освобождают крупных рыб от паразитов, обитающих на их теле, жабрах и ротовой полости. Хищники — каранксы, луцианы, мурены, навещают их по мере надобности и дают им возможность снимать паразитов даже во рту, хотя могли бы с легкостью проглотить мелкую рыбку.

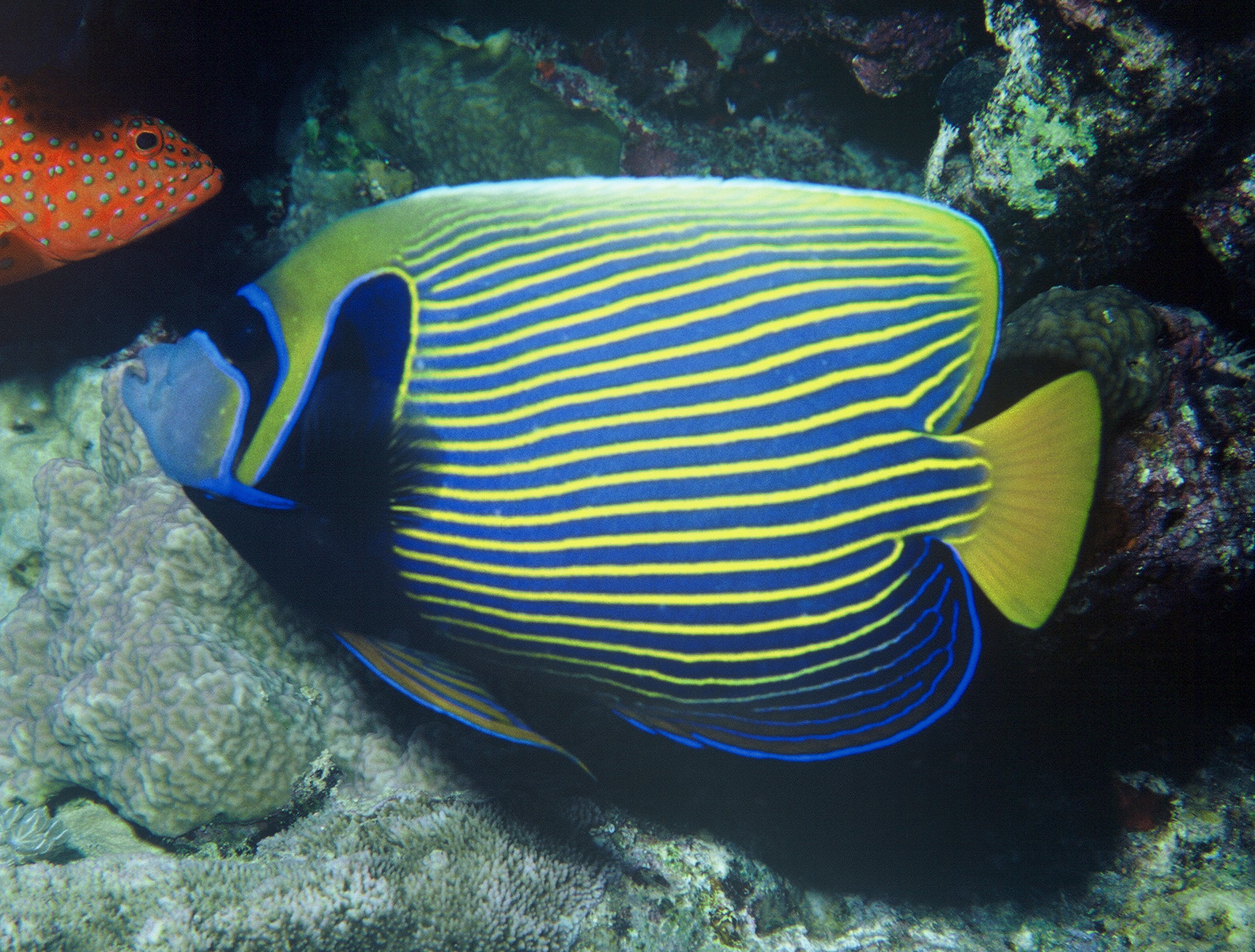
Императорский ангел питается коралловыми губками.
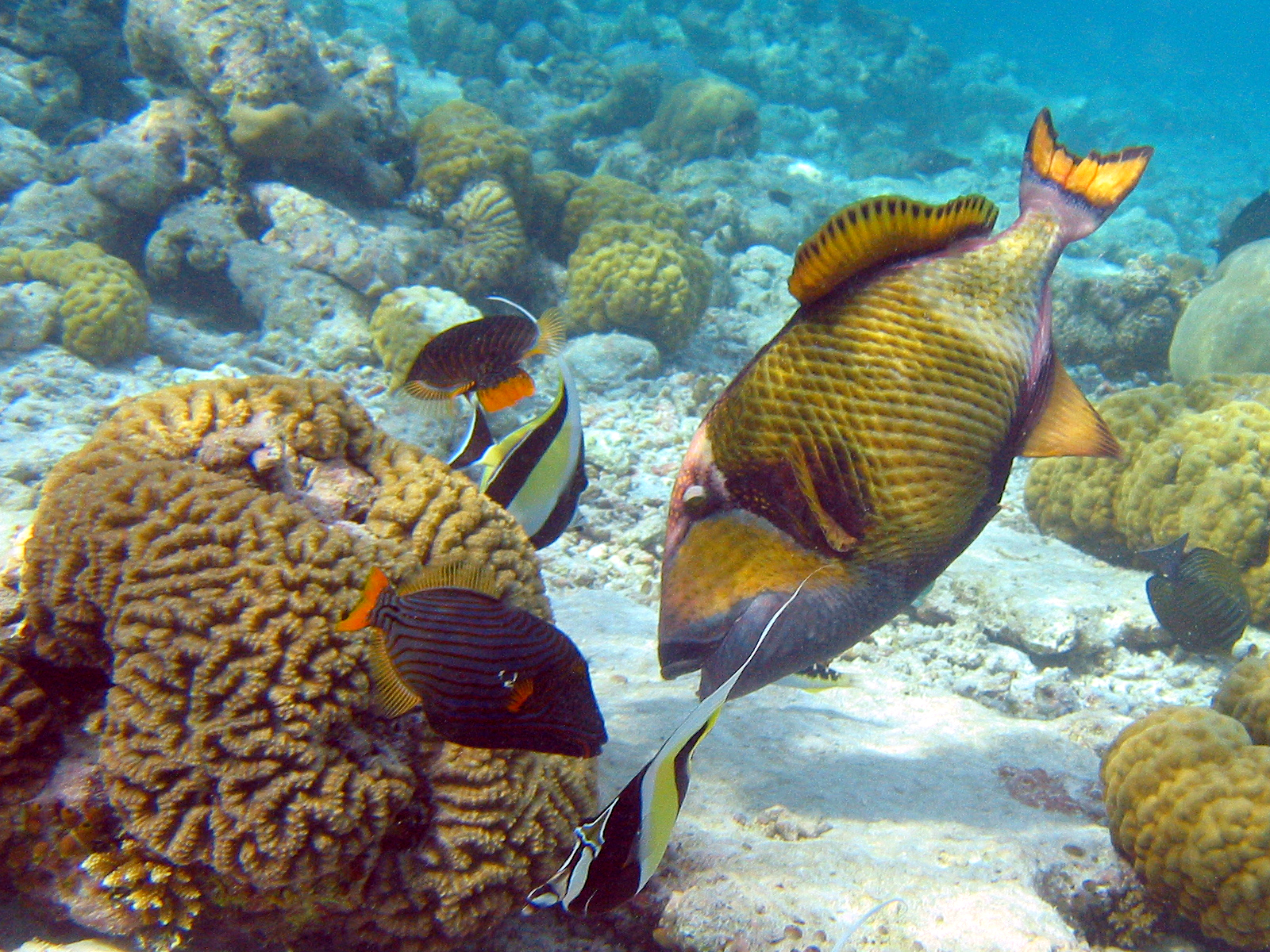
За голубопёрым балистодом следует мелкие оранжевополосые балистапы и рогатые занклы, подбирающие остатки пищи.
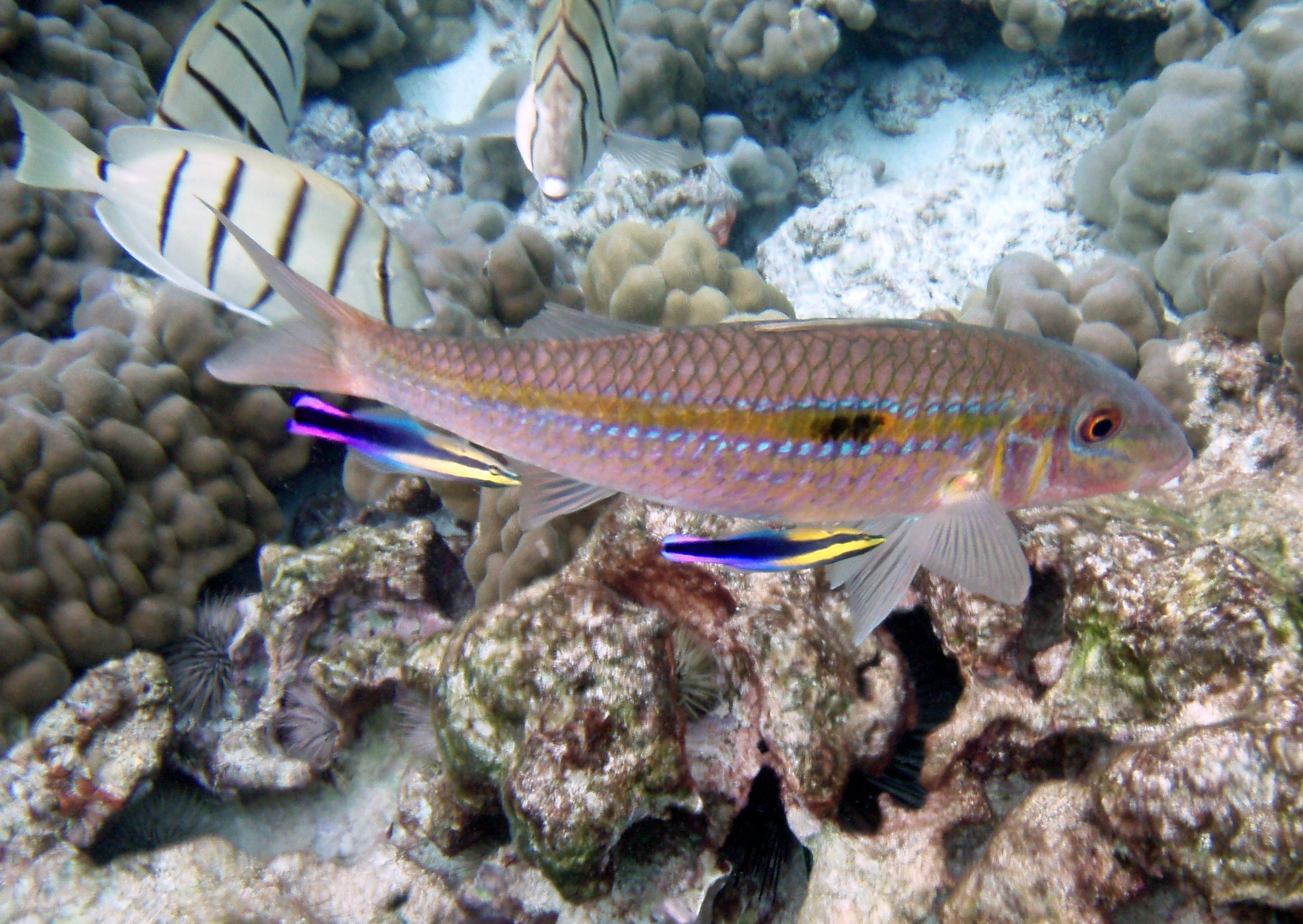
Два маленьких губанчика чистят крупную рыбу от паразитов.
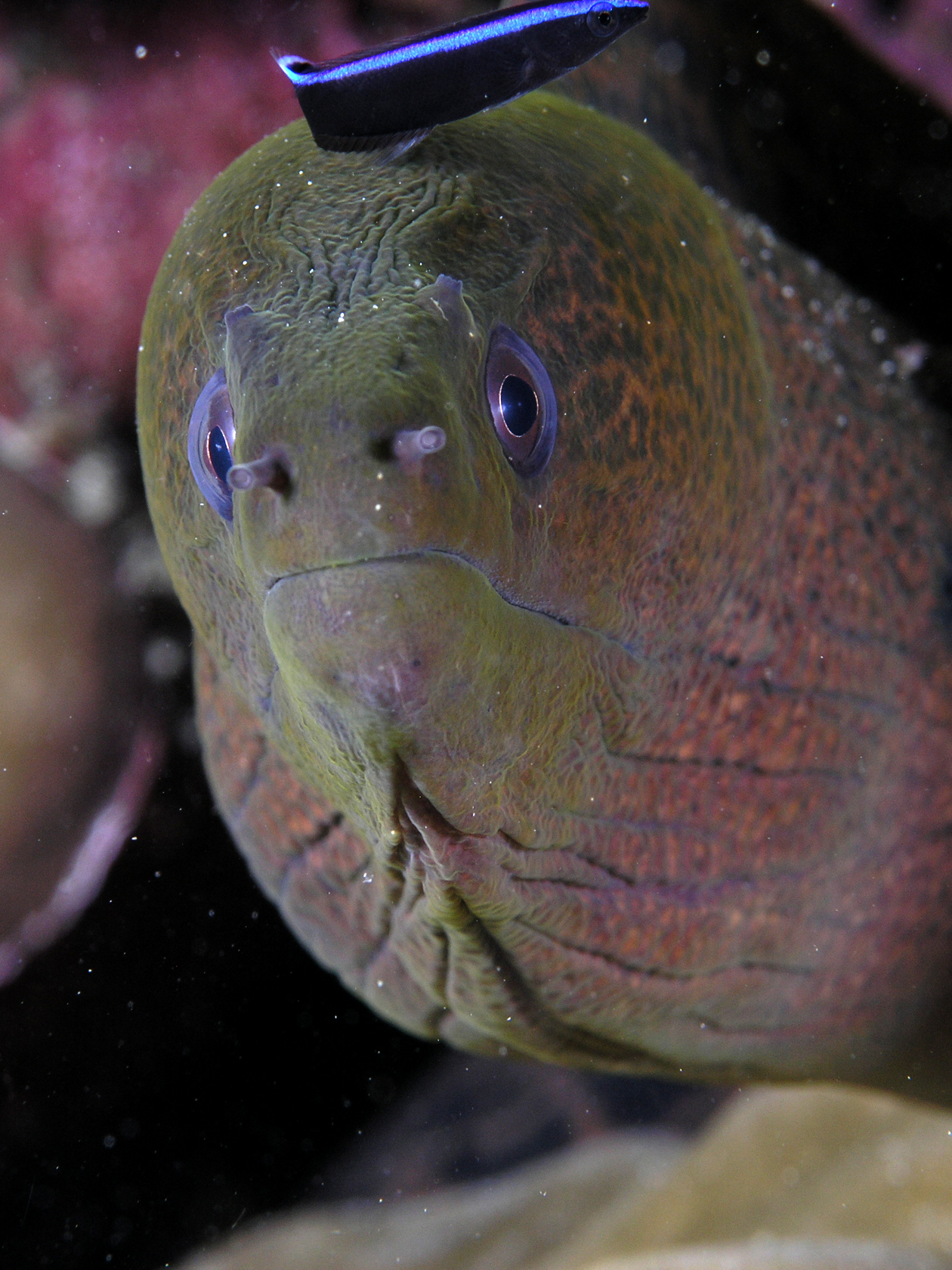
Чистильщик не боится залезть мурене даже в пасть.

### Растительноядные рыбы

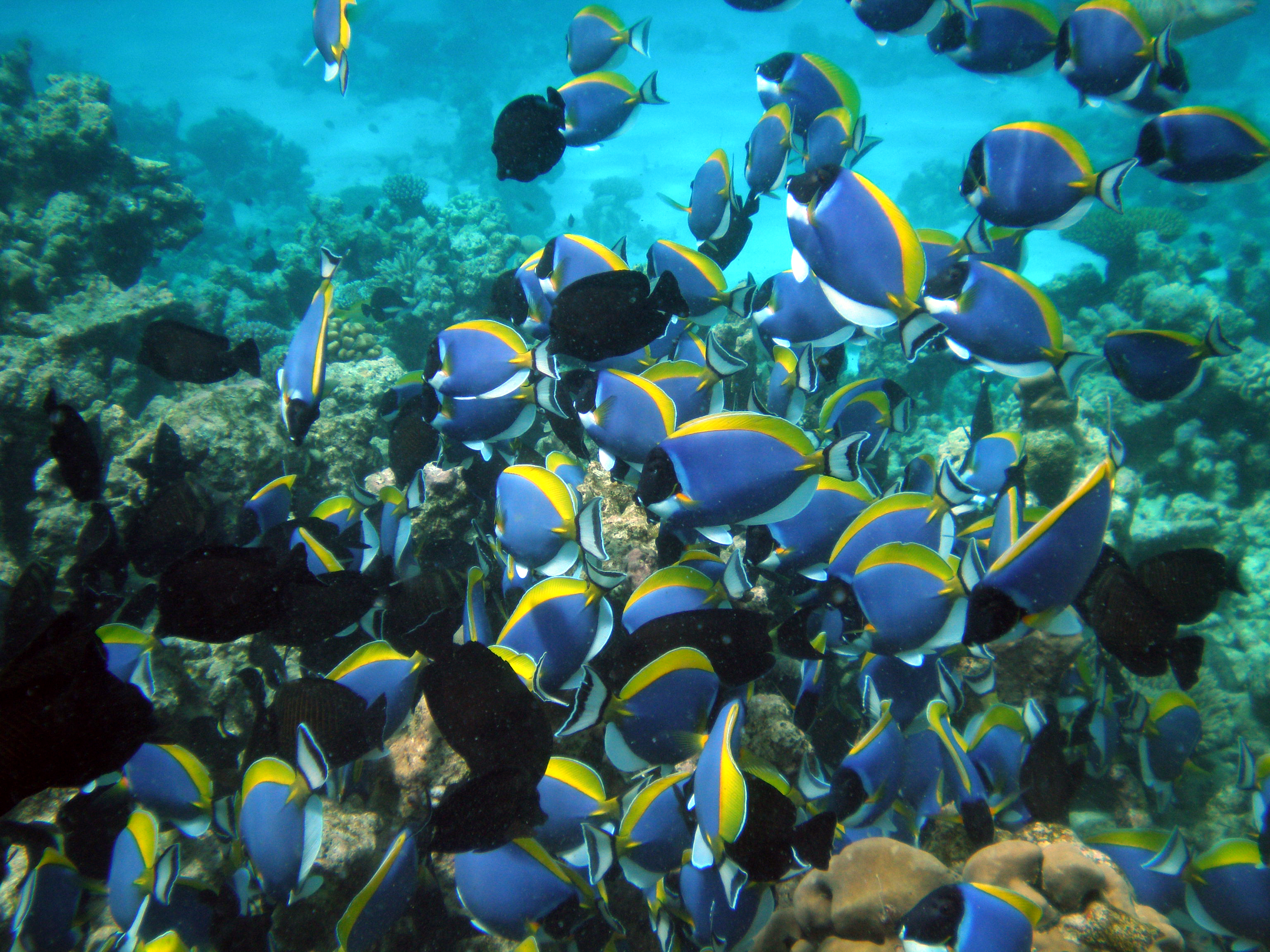
Хирурговые — одни из наиболее распространённых растительноядных рыб на рифе.

На коралловых рифах обитают четыре основных группы растительноядных рыб. Это рыбы-попугаи, помацентровые, сиганы и рыбы-хирурги. Все они питаются в первую очередь водорослями, растущими на кораллах или вблизи рифов.
Водоросли способны раскрасить кораллы в разные цвета. Это первичные продуценты, они синтезируют питательные вещества непосредственно из энергии солнца, углекислого газа. Без водорослей жизнь на рифе прекратится. Важную роль для экосистемы играют донные водоросли, которые поселяются на мёртвых кораллах и прочих поверхностях, лишённых жизни, и служат пастбищем для растительноядных рыб, подобных рыбам-попугаям.
Рыбы-попугаи получили своё название за яркую окраску и сросшиеся зубы, похожие на клюв попугая. Это довольно крупные рыбы питаются водорослями, которые растут на мёртвых кораллах. Их мощные челюсти позволяют им обгладывать кораллы, а проглоченные кусочки выделяются пищеварительным трактом в виде мелкого песка.
Небольшие рыбы-попугаи беззащитны перед крупными хищниками, подобным барракудам. Они спасаются, собираясь в косяки, иногда с другими рыбами, например, сиганами. Хищники редко нападают на сиганов из-за ядовитых колючках их плавников. Впрочем, укол ядовитым шипом — это крайняя мера обороны, рыбы стараются быть как можно незаметнее, чему способствует окраска пестряков, позволяющая им слиться с окружающим фоном.
Помацентровые — мелкие рыбки длиной не более 10 см, которые питаются зоопланктоном и водорослями и являются важным звеном трофической цепи на рифе, сдужа пищей хищникам. Некоторые виды ведут себя агрессивно по отношению к другим растительноядным рыбам, например, хирурговым. Последние, чтобы защититься от атак одиночных абдефдуфов, собираются в косяки.

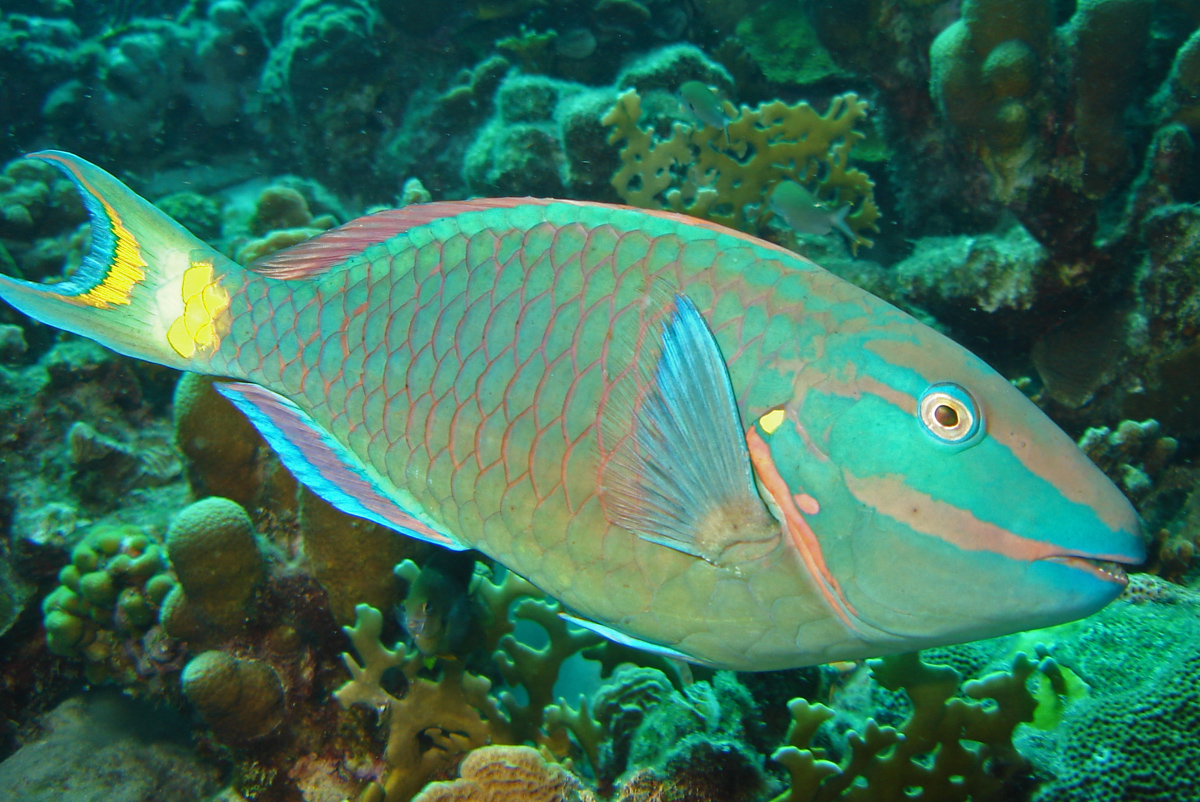
Довольно беззащитные рыбы-попугаи питаются водорослями.
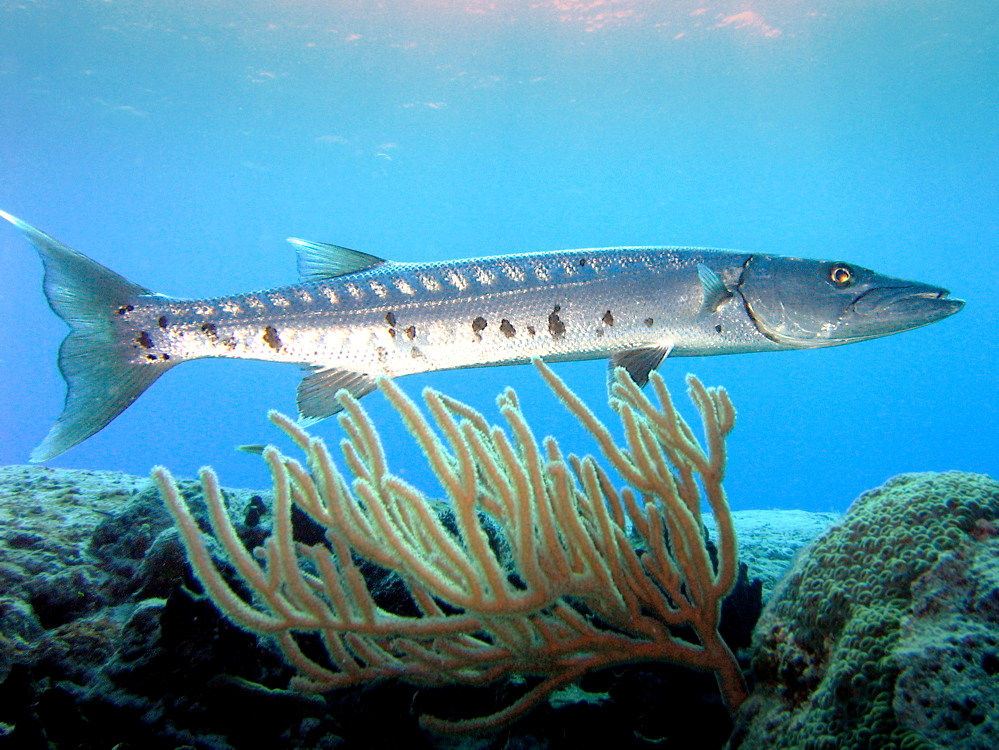
Барракуды собираются в стаи и охотятся на рыб-попугаев.
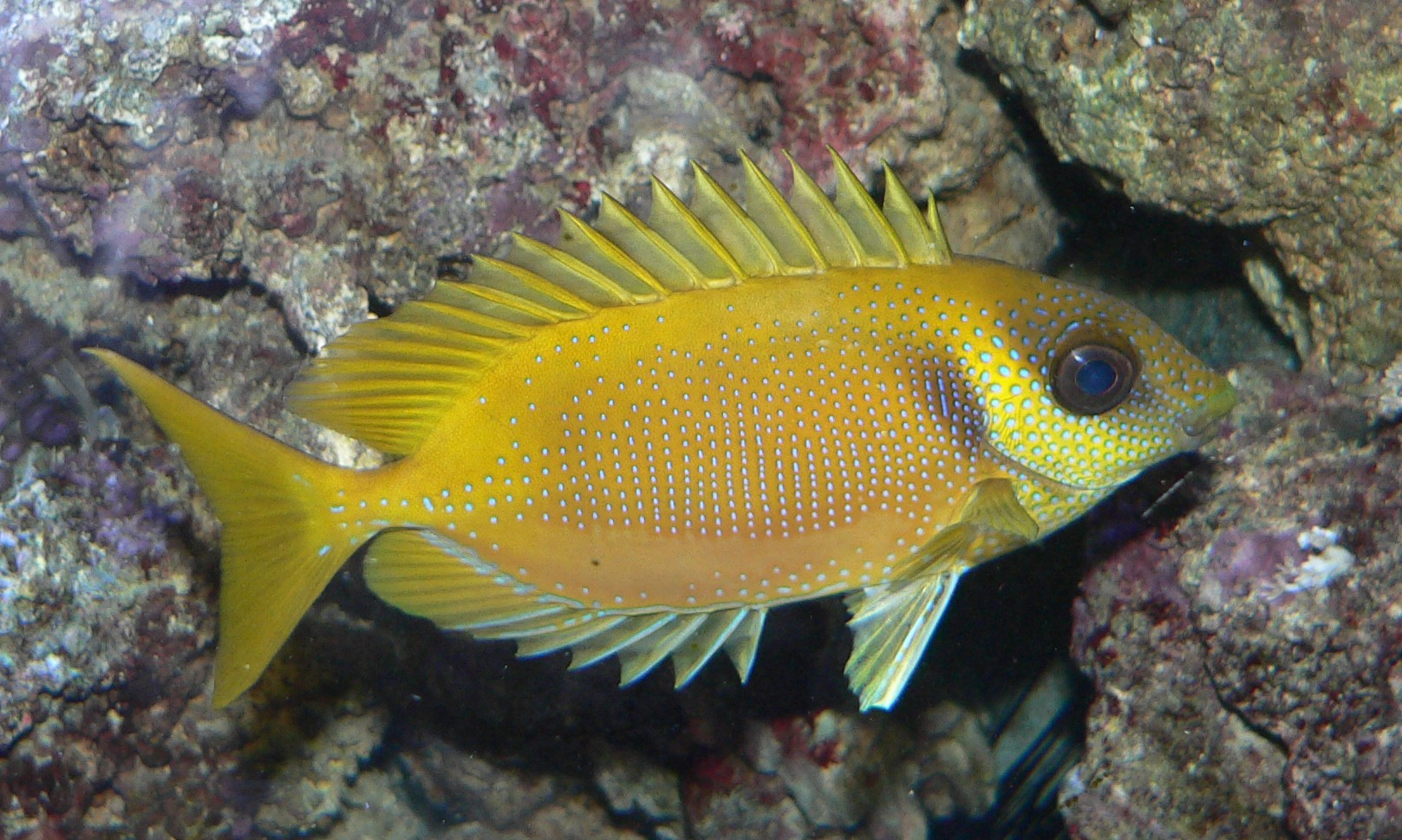
В случае опасности сиганы могут нанести укол ядовитым шипом.
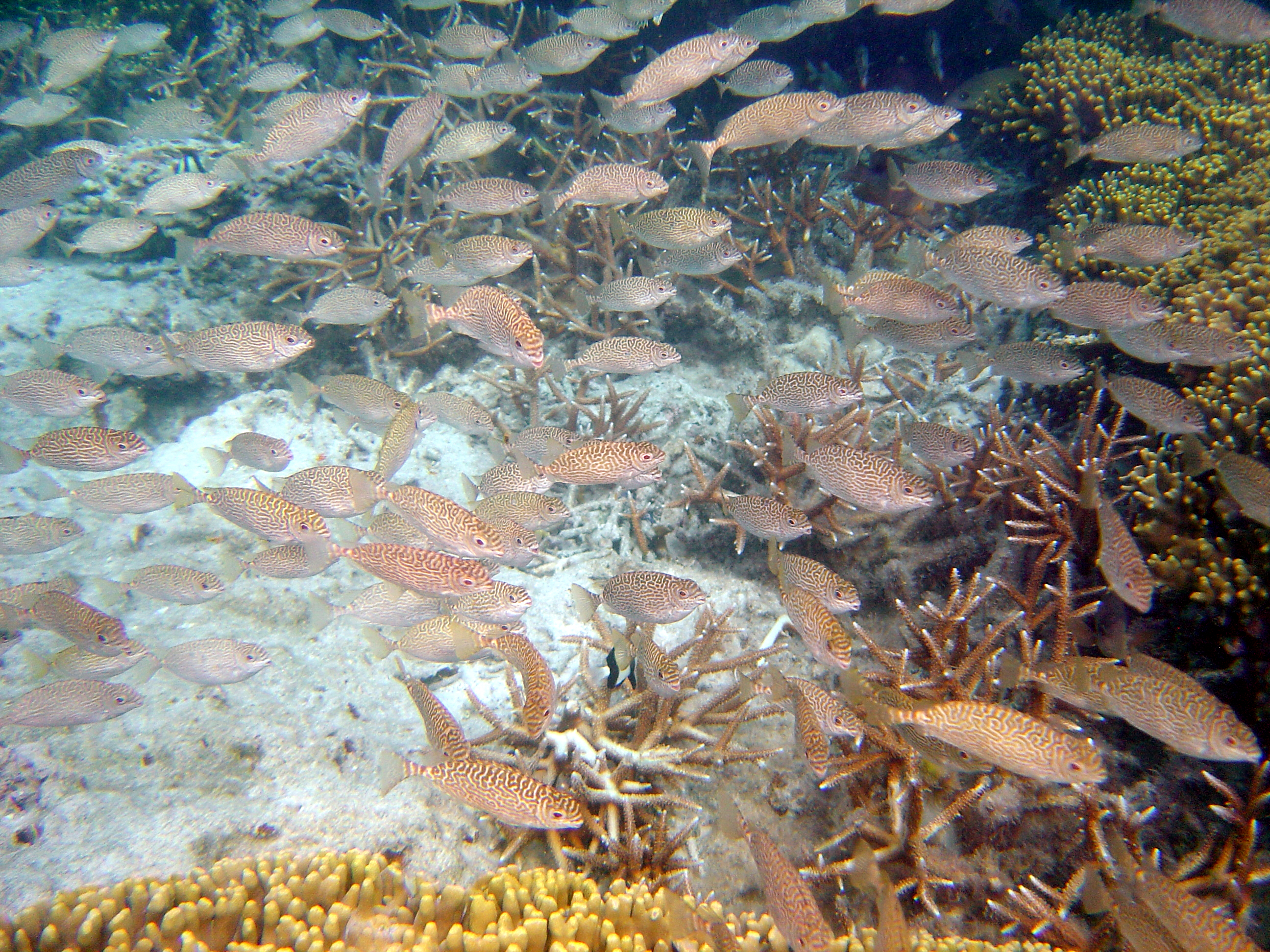
К стаям сиганов иногда примешиваются лишённые оружия рыбы-попугаи.

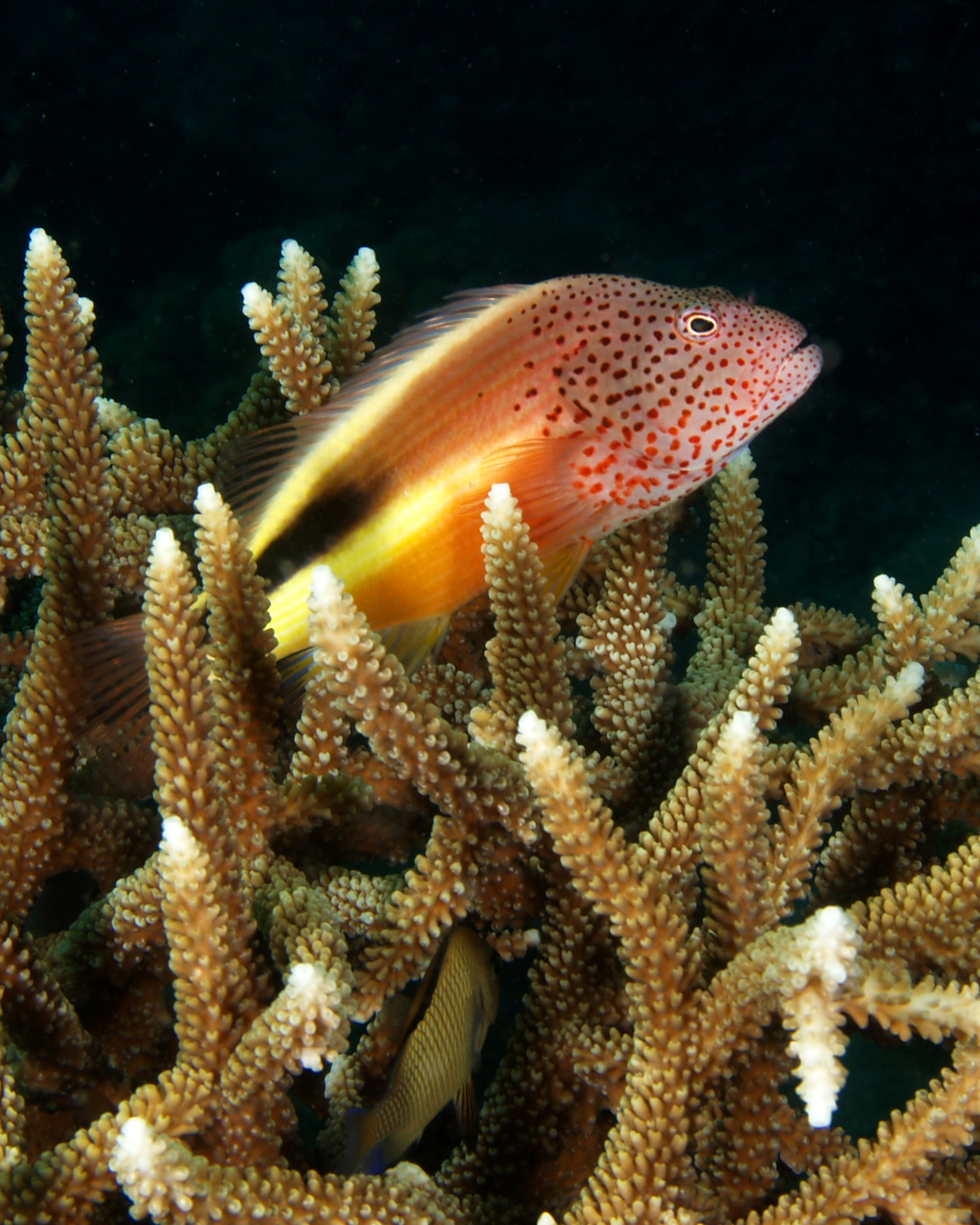
Сидя на акропоре кудрепёр чувствует себя в безопасности

## Симбиоз
Взаимоотношения кудрепёров и миллепор служат примером комменсализма. Опираясь на свои крупные, лишённые кожи плавники, кудрепёры могут без вреда сидеть на миллепорах. Миллепоры — не настоящие кораллы, а род гидроидных киндарий, представители которого обладают стрекающими клетками книдоцитами, предотвращающими близкий контакт. Под защитой жгучих миллепор кудрепёры сидят как на насесте и обозревают окрестности. Обычно они сохраняют неподвижность, совершая стремительные броски, когда мимо проплывает добыча — мелкие рачки и прочие беспозвоночные. Ведут одиночный образ жизни и образуют пары только во время брачного периода.
Ещё один забавный пример комменсализма представляют собой отношения тонкой, похожей на угря рыбки из семейства Carapidae и голотурии. Рыбка забирается внутрь голотурии через анус и целый день проводит в безопасности в её желудочно-кишечном тракте. Ночью она тем же путём выбирается наружу и питается мелкими рачками.
Рифообразующие кораллы находятся в симбиозе с водорослями зооксантеллами. Они обеспечивают водоросли углкислым газом, а те снабжают полипы продуктами фотосинтеза, существенно ускоряя выделение карбоната кальция, необходимого для образования кораллов. Это пример мутуализма.
На коралловых рифах повсеместно встречаются актинии ("морские анемоны"). Их щупальца усеяны жалящими ядовитыми книдоцитами. Они служат надёжной защитой от большинства хищников. Однако рыбы-бабочки Chaetodon ephippium, достигающие 30 см в длину, обладают устойчивостью к токсину. Обычно эти рыбы скорее легко порхают, а не плавают. Однако в присутствии их излюбленной добычи, актиний, изящество пропадает, и они яростно обрывают щупальца актиний.
Между рыбами-клоунами и актиниями существуют мутуалистические взаимоотношения. Будучи нечувствительными к яду рыбки обеспечивают актиниям вторую линию обороны, они, несмотря на маленькие размеры, яростно защищают свою территорию. Чтобы добраться до щупалец актиний щетинозубам приходится преодолевать их сопротивление. Актиния, покинутая рыбами-клоунами, будет быстро съедена рыбами-бабочками. В свою очередь актинии защищают рыб-клоунов от хищников, у которых нет иммунитета к их яду. Кроме того, остатки пищи рыб-клоунов, содержащие аммоний, служат пищей симбиотическим водорослям, живущим на щупальцах актиний.
Как и все прочие рыбы, рифовые рыбы служат хозяевами многочисленным паразитам. Это нематоды, цестоды, дигенеи и моногенеи, пиявки, равноногие и веслоногие рачки, а также различные микроорганизмы (Myxosporea и микроспоридии). Некоторые паразиты в течение жизни меняют хозяев. На некоторых видах рифовых рыб паразитируют до 30 видов паразитов. В среднем на одной рыбе живут около 10 паразитов. Исчезновение в Новой Каледонии нескольких видов рифовых рыб среднего размера привело к вымиранию не менее 10 видов паразитических организмов.

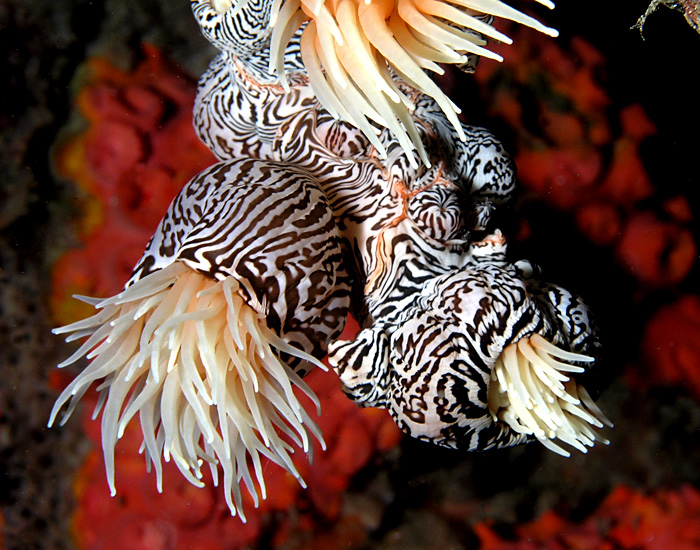
Шупальца актиний усеяны жалящими клетками.
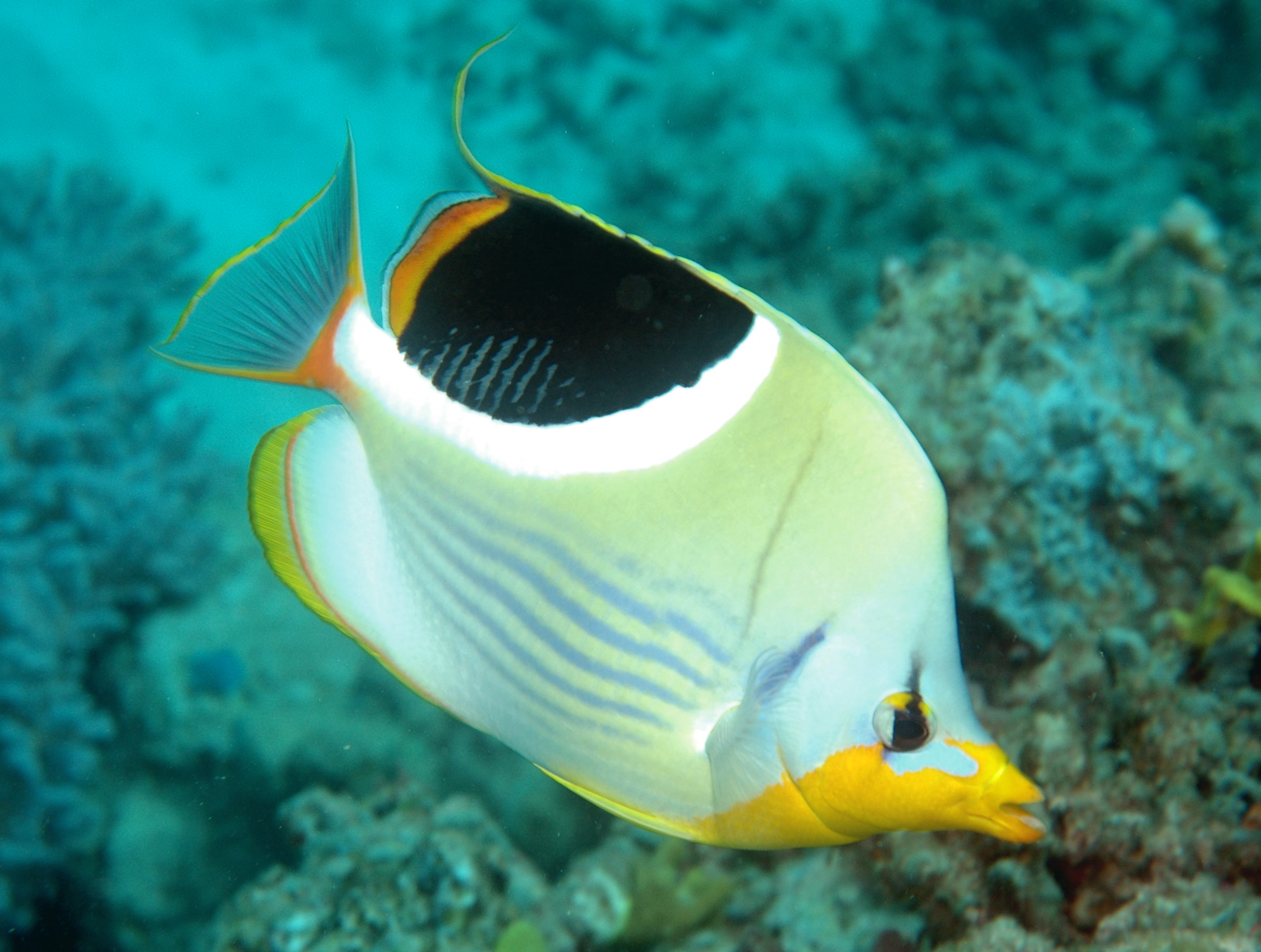
Щетинозубы устойчивы к воздействию токсина актиний.
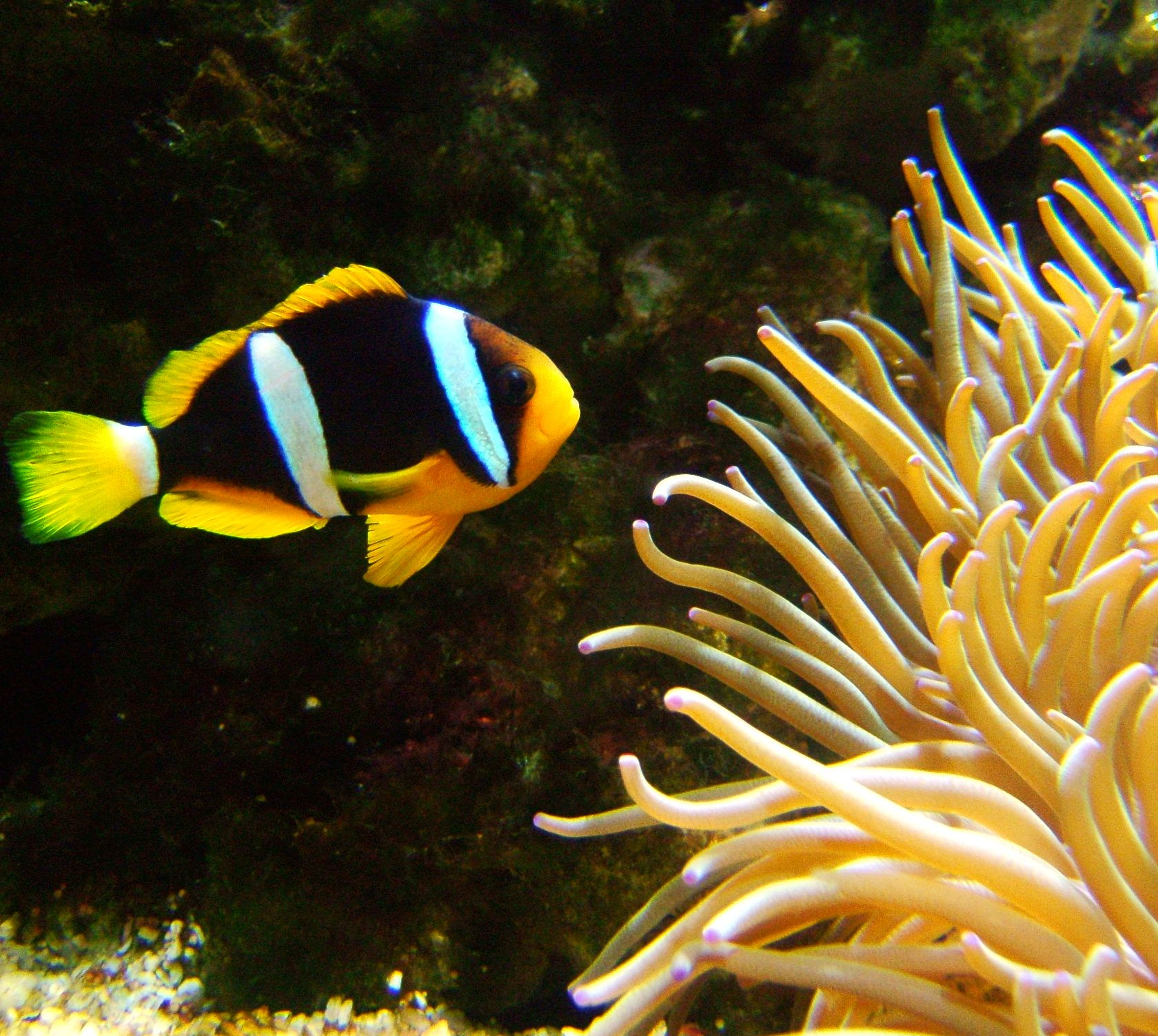
Рыба-клоун Кларка и актиния.
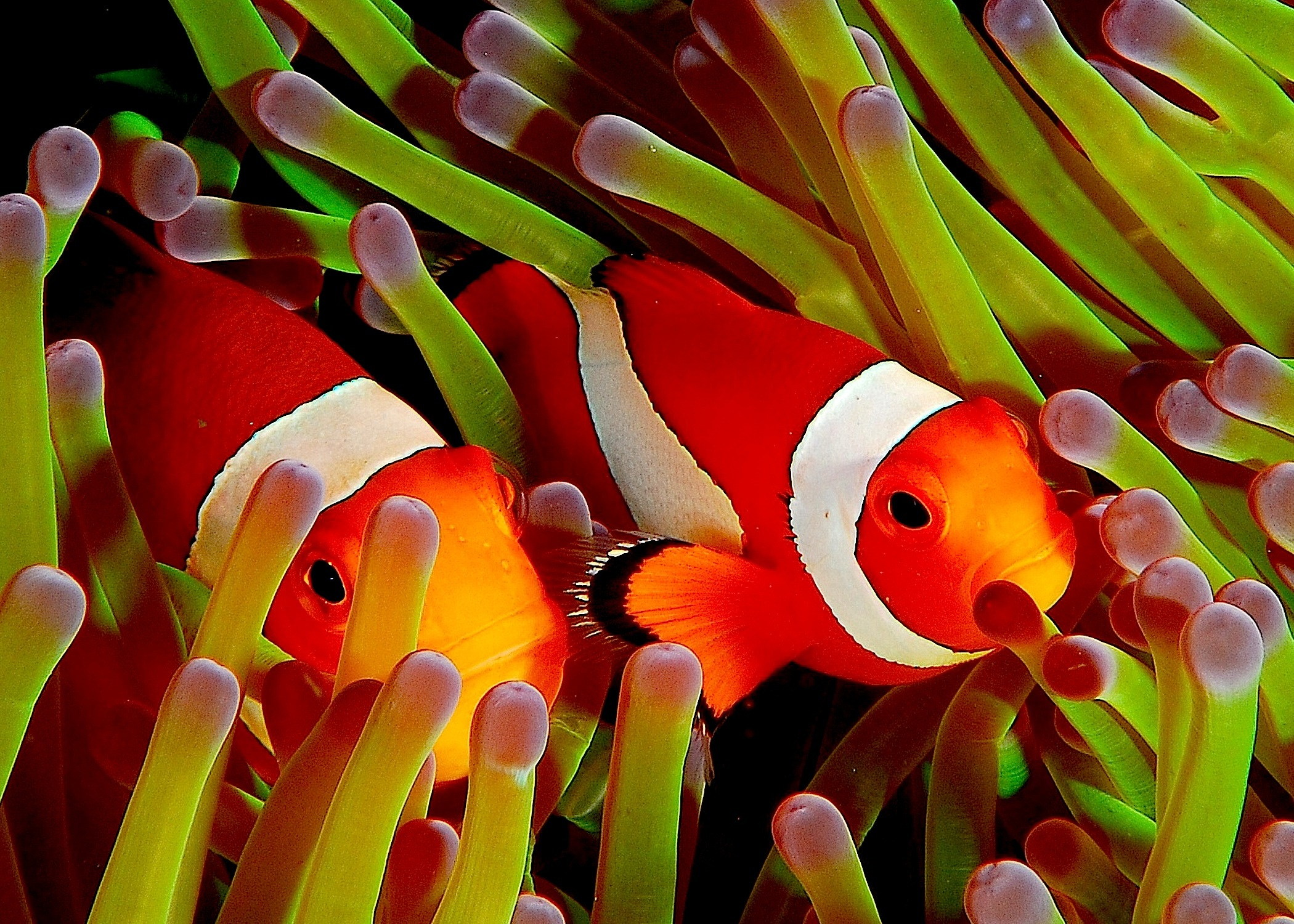
Amphiprion ocellaris служат актинии защитой

## Токсичность
Среди рифовых рыб много ядовитых. Их можно разделить на две категории в зависимости от того, как яд поступает в тело жертвы. К первой относятся рыбы, которые кусаются или колются, вызывая интоксикацию. При поедании таких рыб отравления не происходит, поскольку яд разрушается пищеварительной системой. Токсины, содержащиеся в мясе рыб второй категории, устойчивы к воздействию системы пищеварения.
У рыб, относящихся к первой категории, яд вырабатывается в ядовитых железах, которые соединены протоками с зубами, шипами или колючками. У них бывает как яркая предупреждающая окраска, так и маскирующая, позволяющая слиться с окружающим фоном.
Самой известной рифовой ядовитой рыбой является бородавчатка. Она считается самой ядовитой рыбой в мире. Она прекрасно мимикрирует и её очень трудно заметить среди камней. Это хищник, охотящийся из засады. Если бородавчатку потревожить, она не уплывёт. а поднимет дыбом 13 ядовитых шипов на спине. Каждый шип подобен игле для инъекций, доставляющей яд из двух соединённых с ним желёз. Бородавчатка контролирует процесс впрыскивания яда. Яд вызывает сильную боль, паралич и некроз тканей и может стать причиной смерти. Несмотря на прекрасную защиту у бородавчатки есть враги в естественно среде. На них охотятся некоторые виды скатов и акул.
В длинных лентовидных плавниках крылатки скрыты ядовитые иглы. Эта медлительная рыба не пуглива и держится открыто. Отравление ядом крылатки не смертельно, но протекает тяжело.
В тканях крупных хищников, населяющих коралловые рифы. Например, можно серьёзно отравиться мясом груперов, мурен и барракуд. Опасность усугубляет тот факт, что ядовитыми могут стать рыбы определённого размера, обитающие в том или ином месте. Потому нельзя с уверенностью сказать, можно ли употреблять их в пищу. Существует гипотеза, согласно которой массовое цветение водорослей и последовавшая за ним вспышка отравлений сигуатерой стали причиной миграции населения Полинезийских островов на остров Пасхи и в Новую Зеландию в 11—15 веках.
Кожу кузовков покрывает слизь, содержащая яд острациотоксин. В случае опасности количество выделяемого яда увеличивается, он поступает непосредственно в воду, что затрудняет содержание этих рыб в аквариуме. У этих рыб, кроме того, ядовиты некоторые внутренние органы. Рыба-звездочёт часто зарывается в грунт, выставив наружу глаза. У этих рыб имеются шипы, покрытые ядовитой слизью.

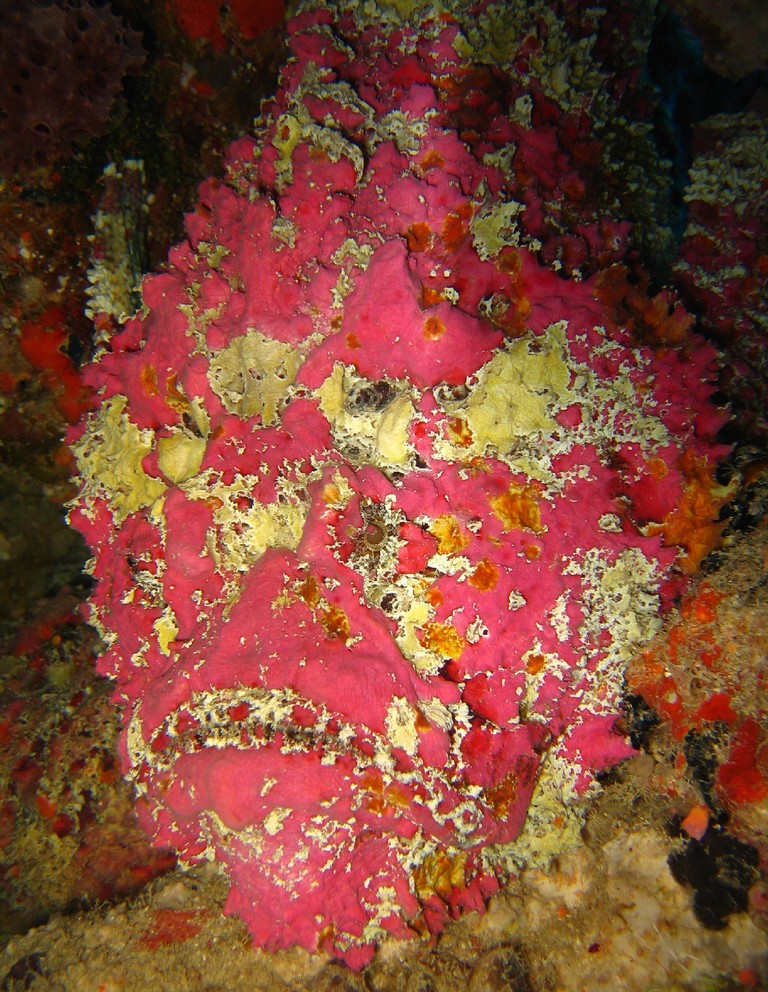
Бородавчатка считается самой ядовитой рыбой в мире.
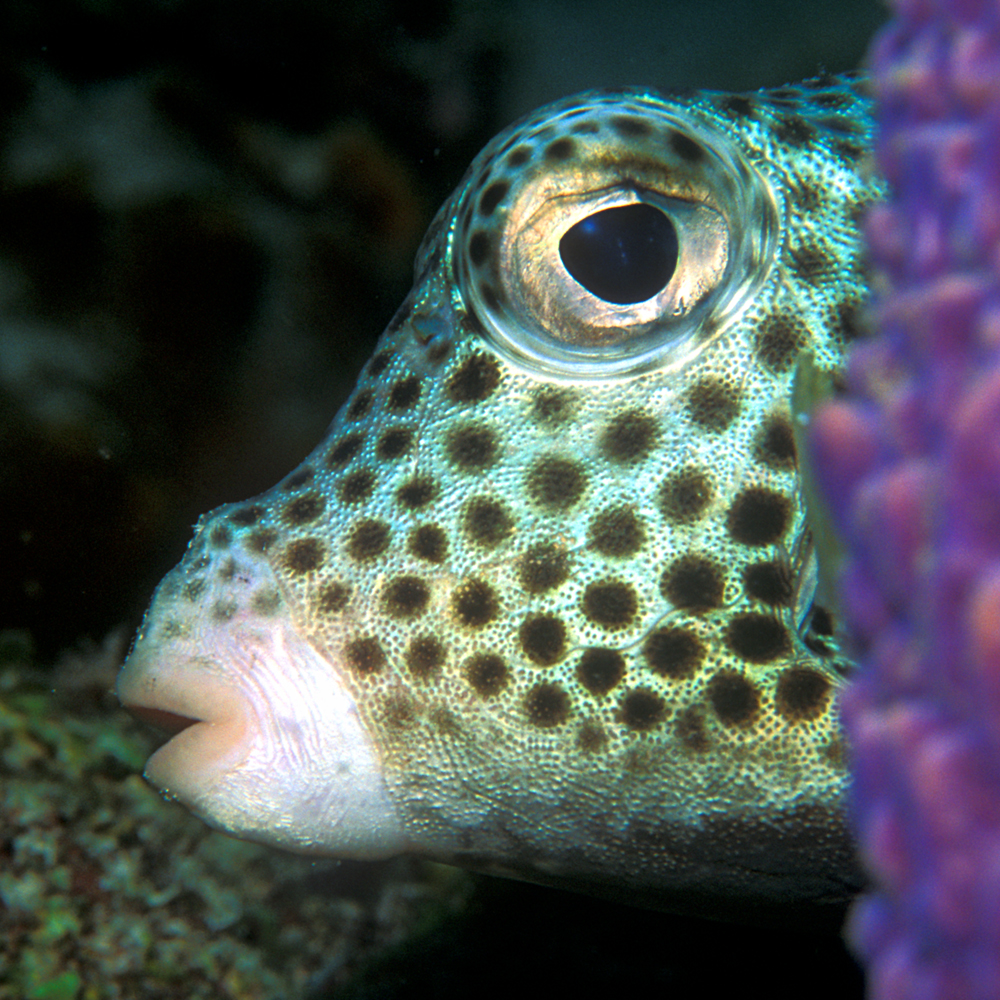
Кузовок-лактофрис Lactophrys bicaudalis с помощью кожных желёз вырабатывает токсин острациотоксин.
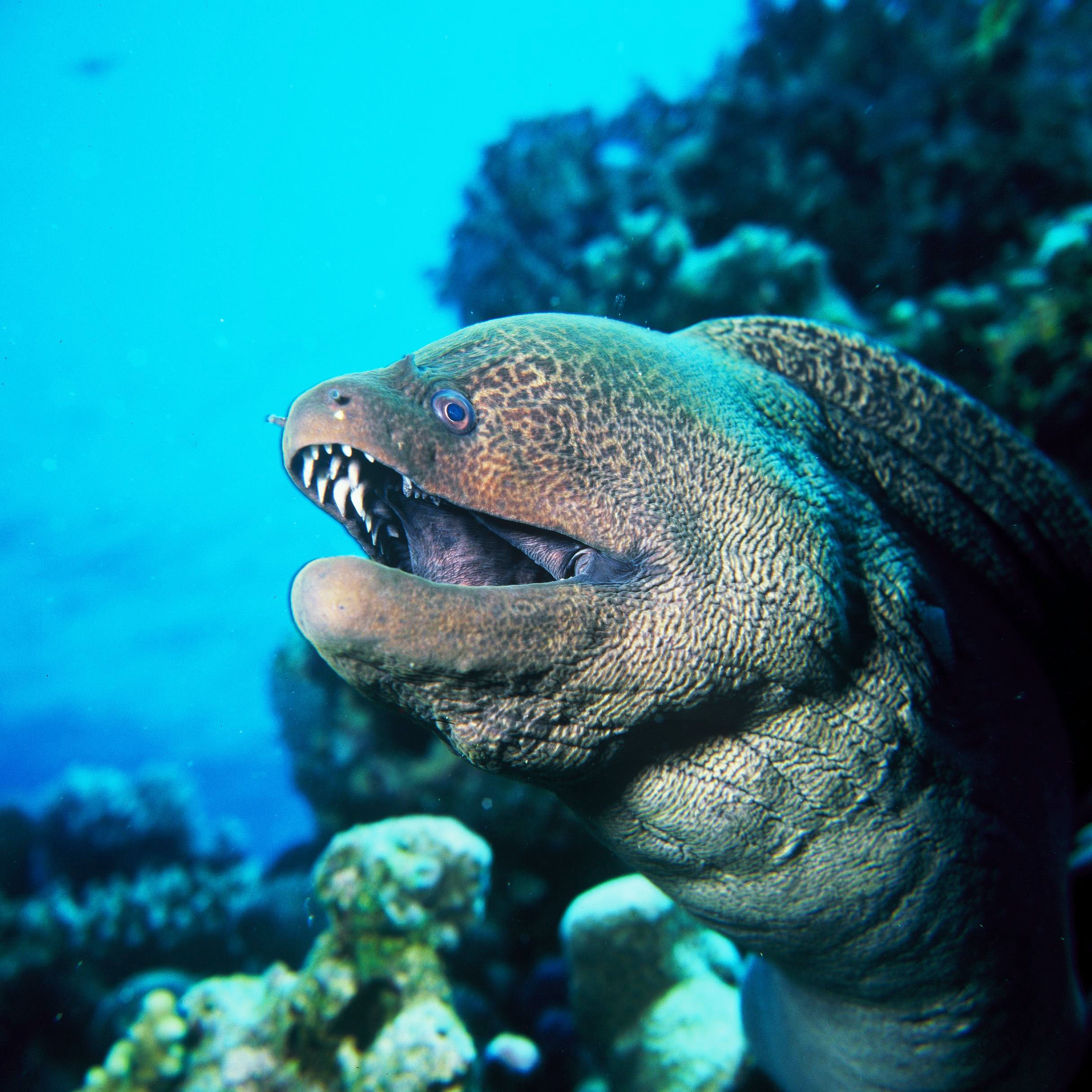
Мясо мурены, как у многих крупных хищников, при употреблении в пищу может вызвать отравление сигуатерой.
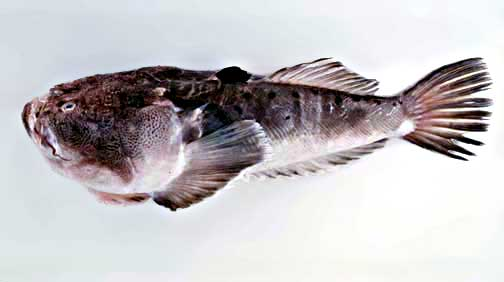
Звездочёт зарывается в песок. Он может нанести удар электричеством или воспользоваться ядом.

## Рифовые скаты и акулы
На коралловых рифах Индо-Тихоокеанской области доминируют рифовые, мальгашские ночные и темнопёрые серые акулы, а в западной части Атлантического океана преобладающим видом является Carcharhinus perezii. Все эти акулы относятся к роду серых акул. Это стремительные хищники, которые охотятся в первую очередь на костистых рыб и головоногих. Кроме них на рифах можно встретить галапагосских, моотоголовых и ржавых акул-нянек.
Из скатов на Атлантических коралловых рифах наиболее распространены американские хвостоколы, а в Индийском и Тихом океане тэниуры-лимма. Известно, что манты сезонно посещают определённые рифы, чтобы с помощью чистильщиков избавиться от паразитов.

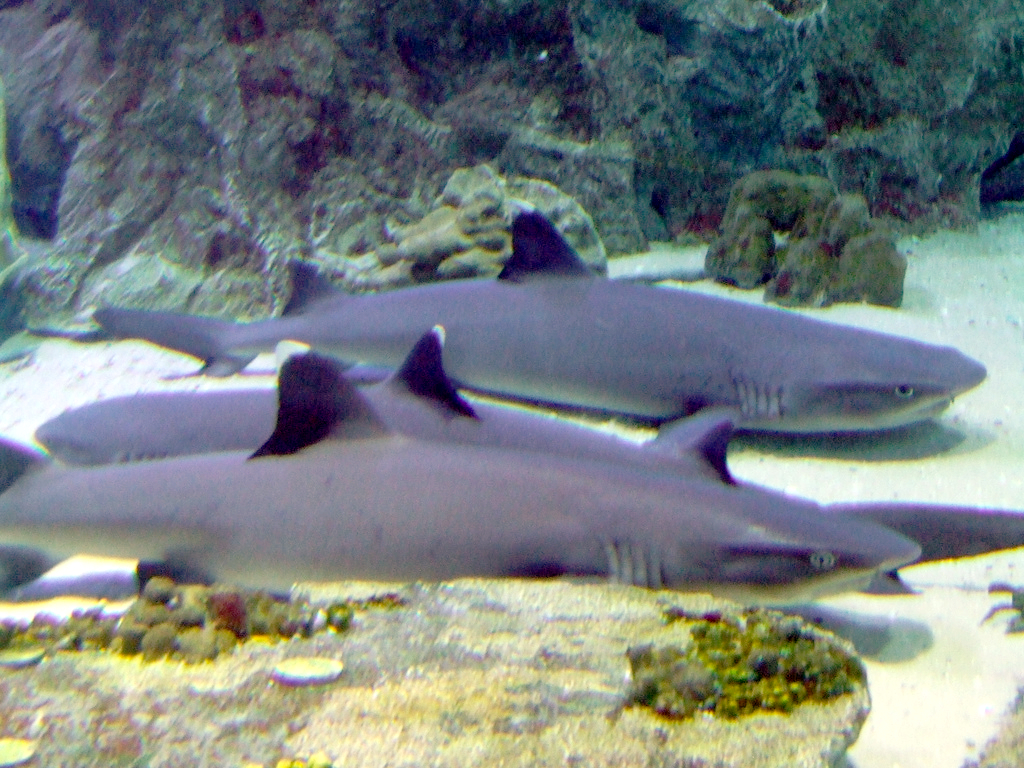
Рифовых акул легко узнать по белым кончикам плавников.
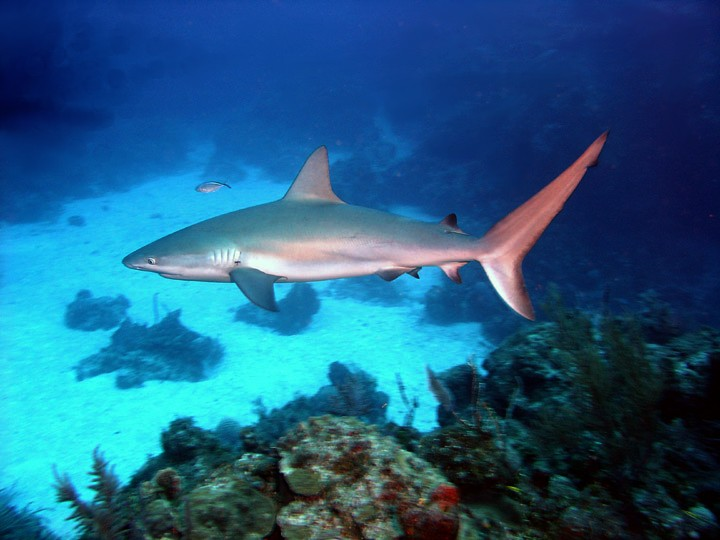
В Карибском бассейне самым распространённым видом акул на коралловых рифах является Carcharhinus perezii.
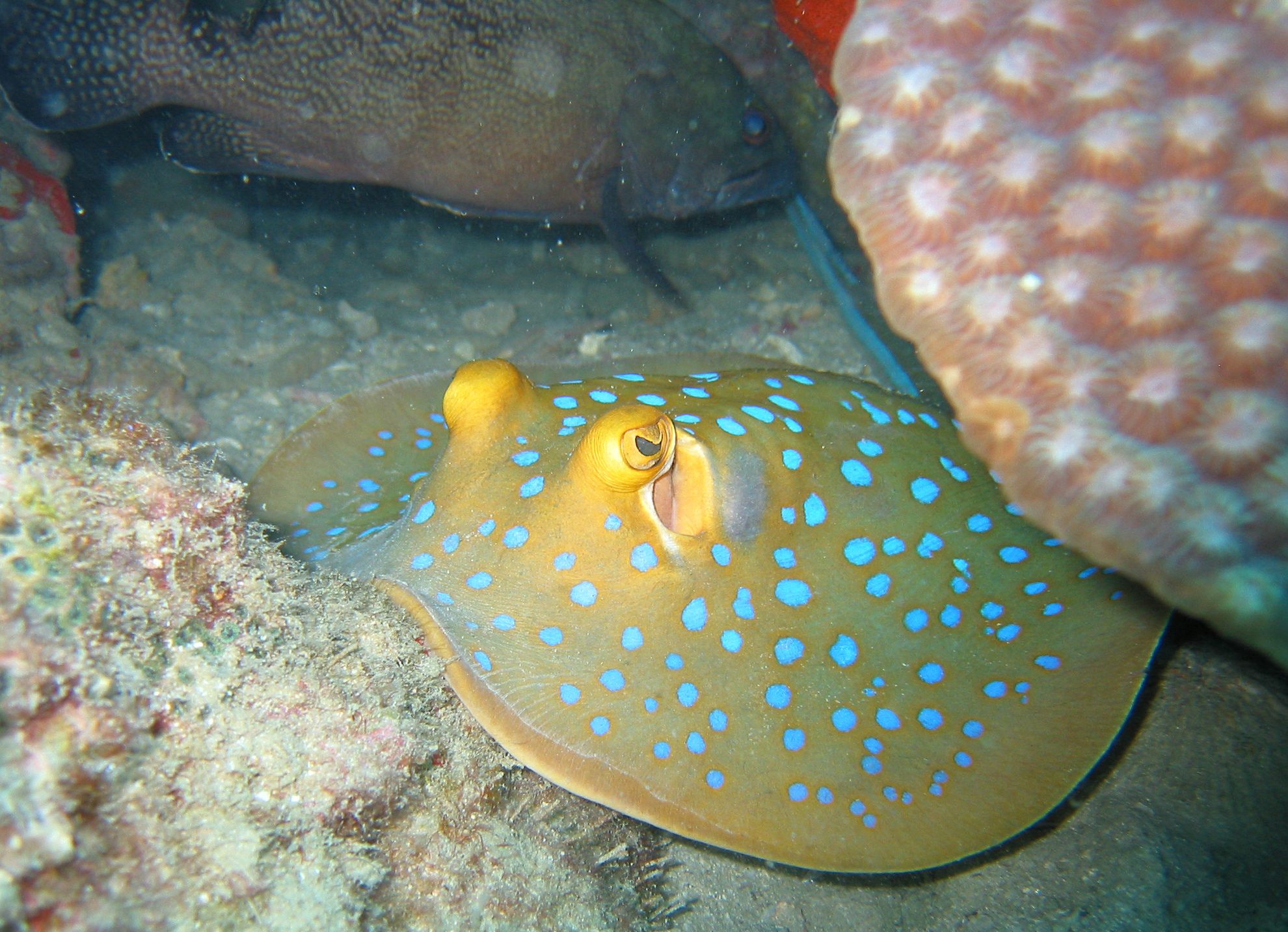
На рифах можно встретить ската тэниура лимма.
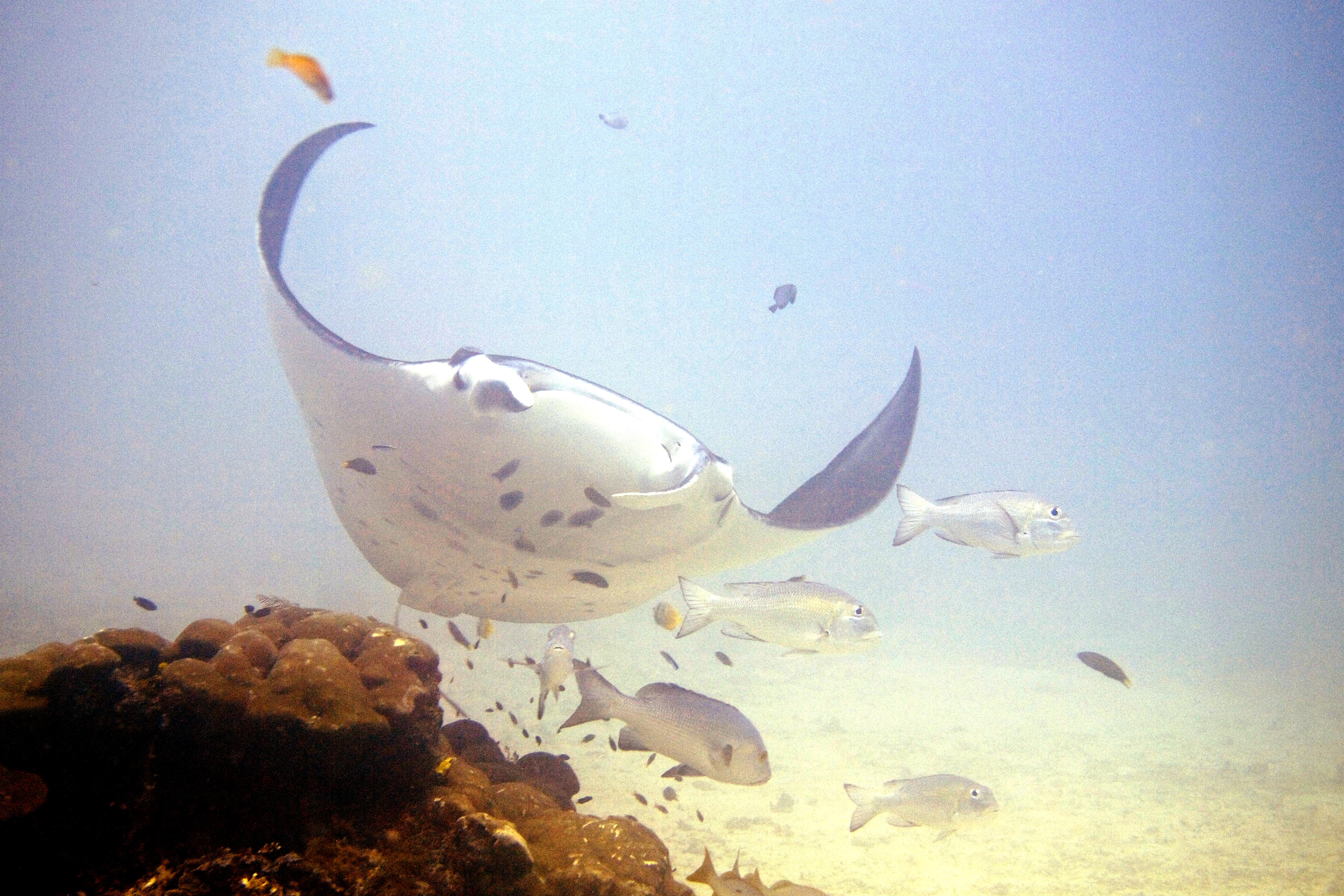
Манты посещают коралловые рифы, чтобы избавиться от паразитов.